# Biserica cnezilor Cândea din Suseni

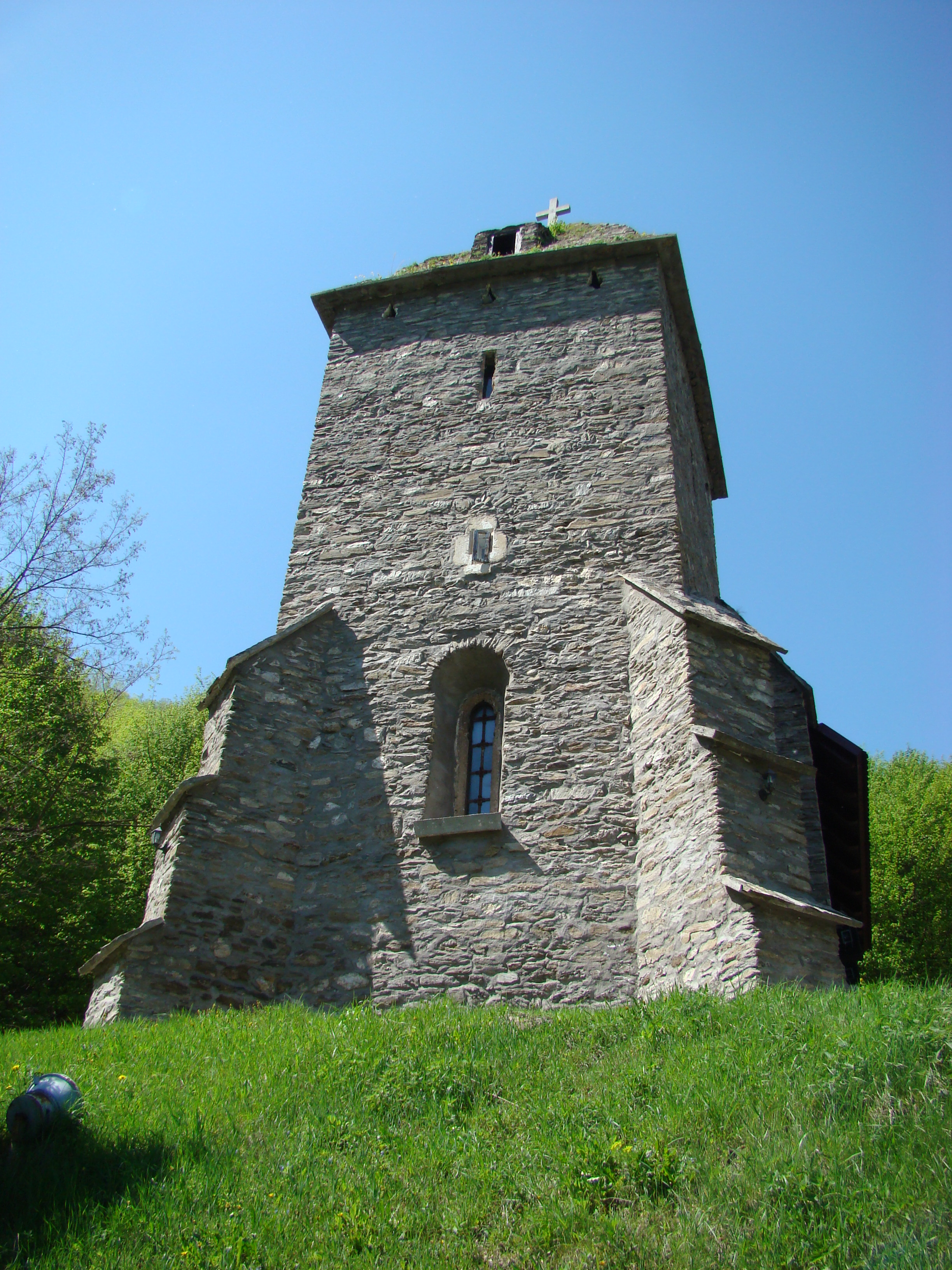
Biserica cnezilor Cândea din Suseni, comuna Râu de Mori, județul Hunedoara, foto: aprilie 2012.

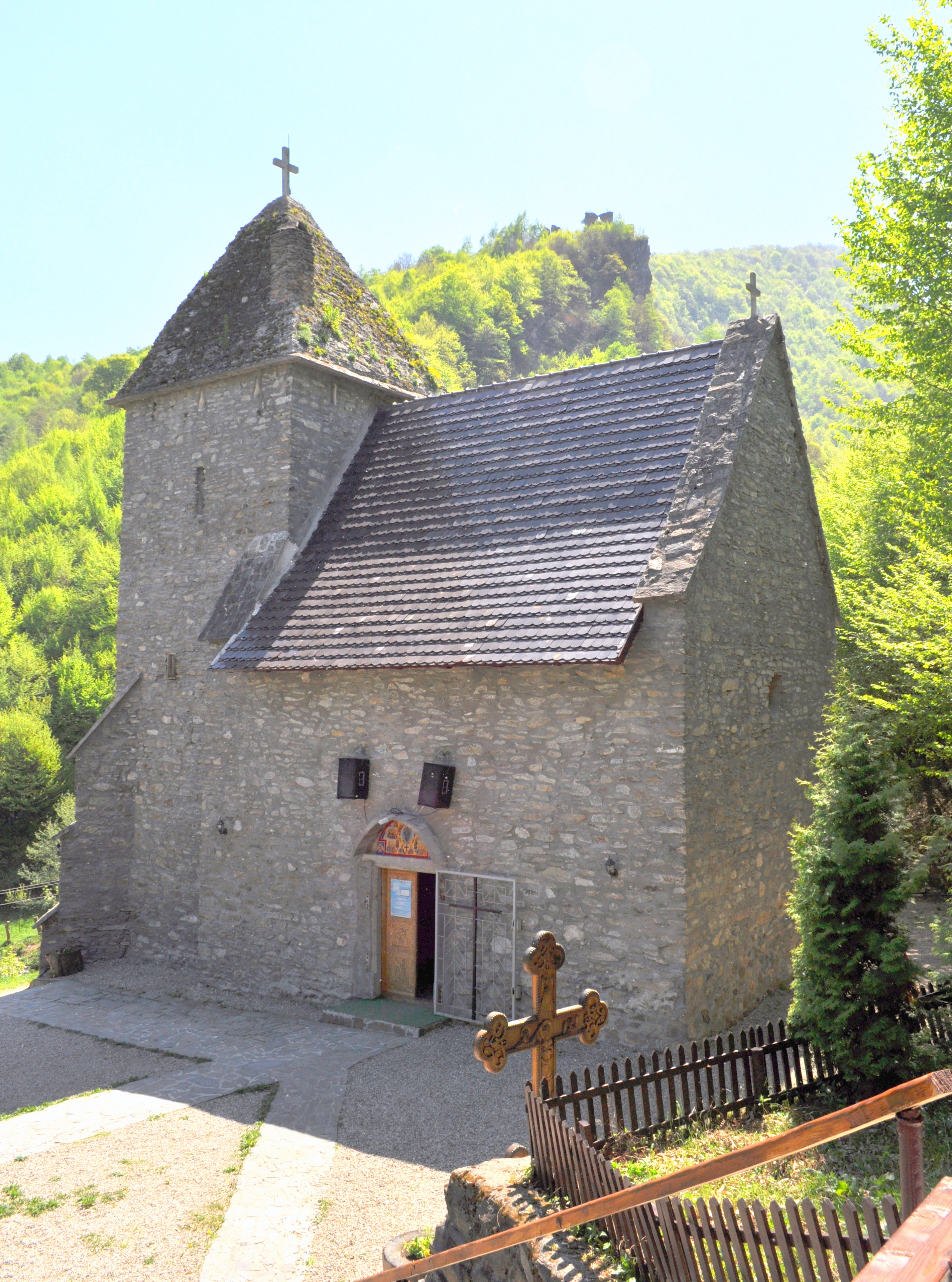
Biserica cnezilor Cândea din Suseni, comuna Râu de Mori, județul Hunedoara, foto: aprilie 2012.

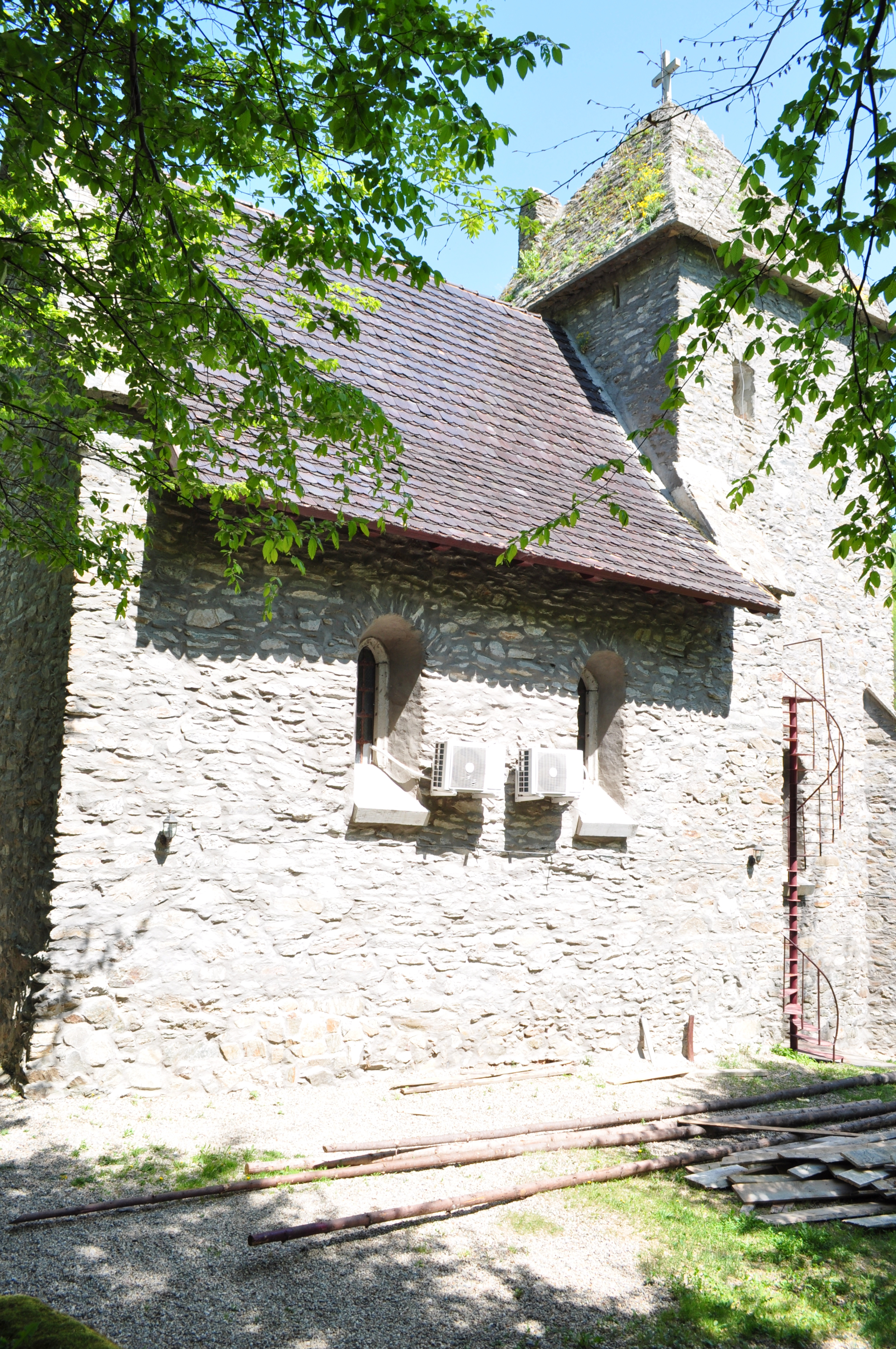
Latura de nord

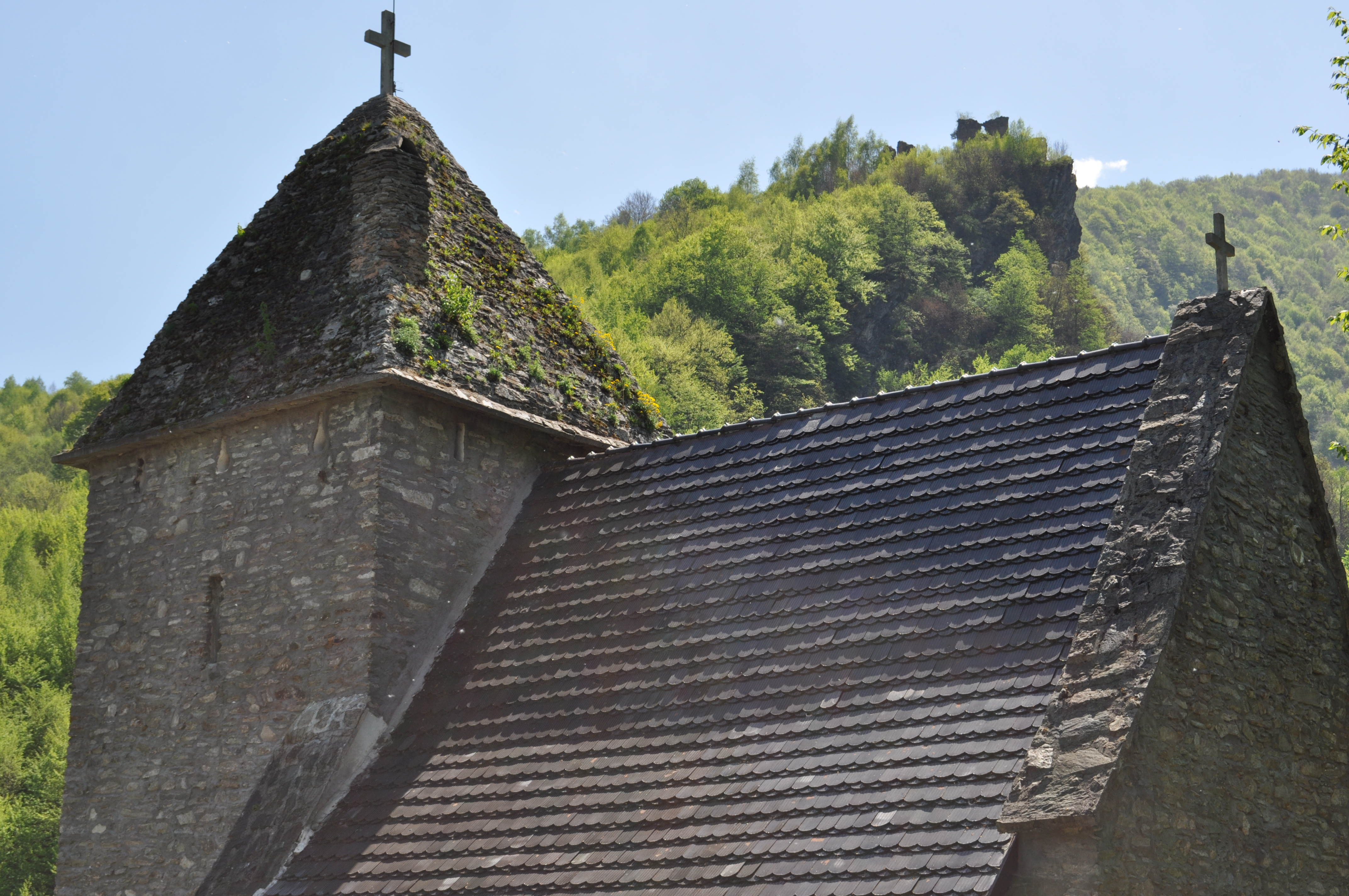
Biserica și, în fundal, ruinele cetății cneziale a Cândeştilor (Cetatea de Colţ)

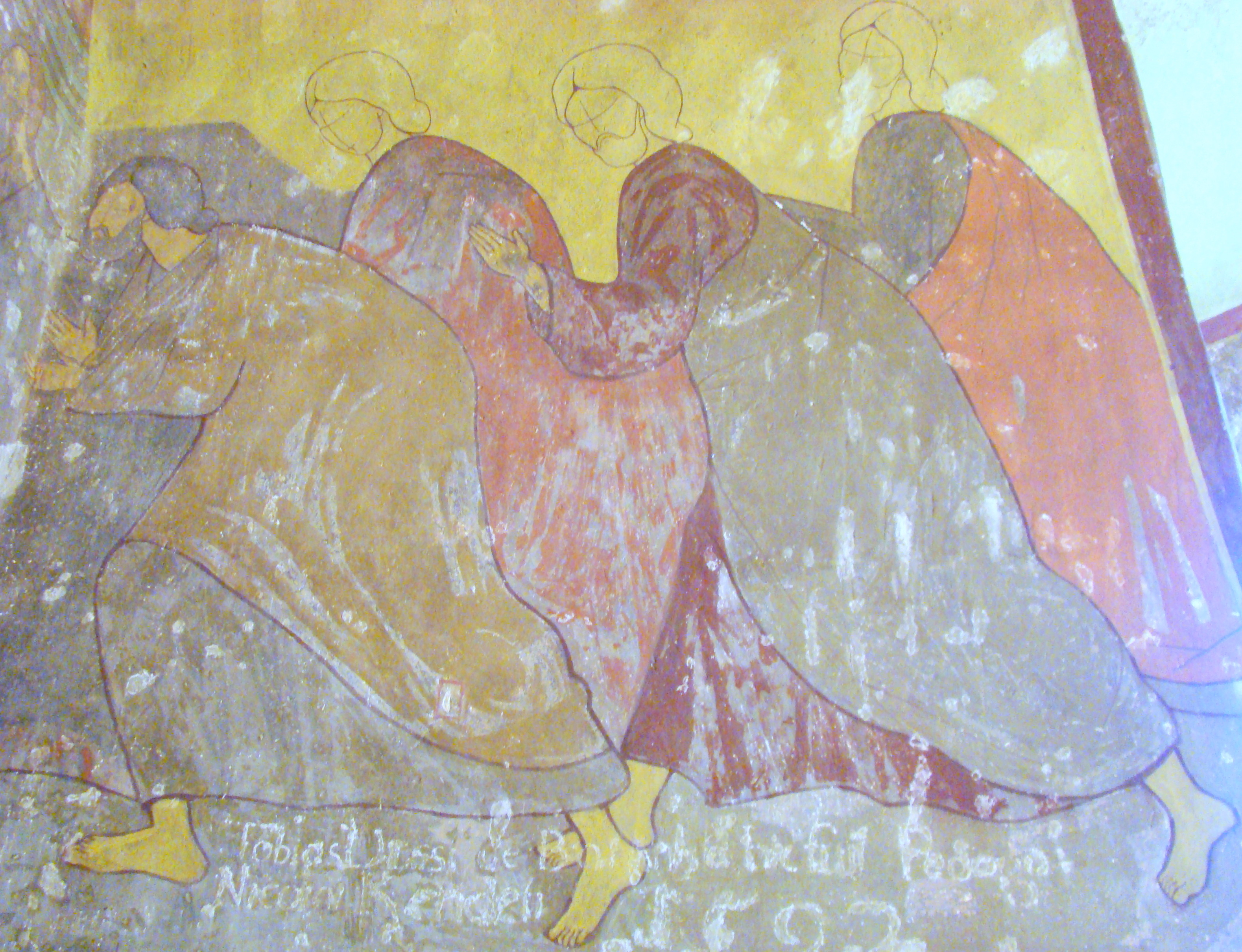
Fragmente din programul iconografic al absidei altarului

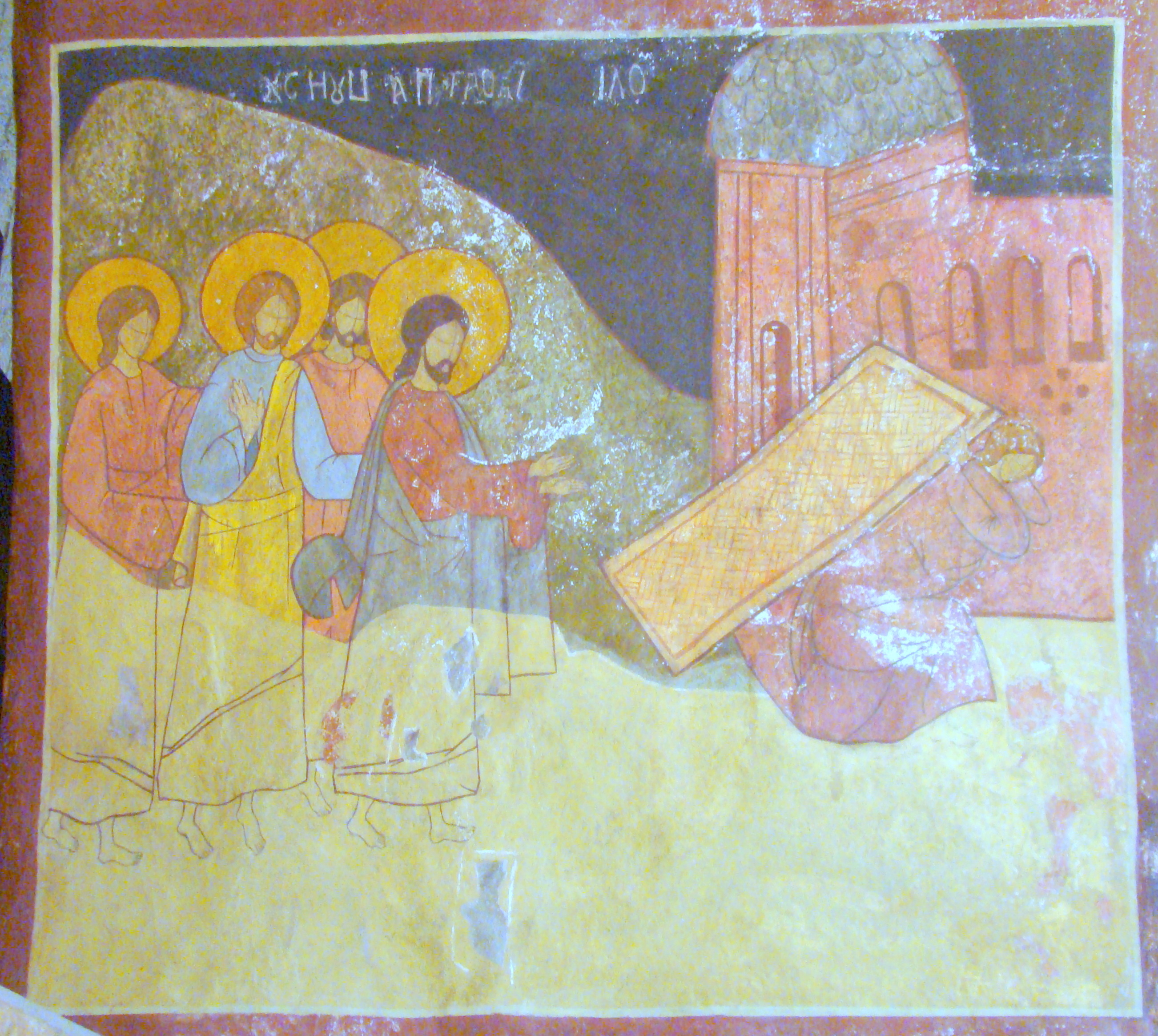
Fragmente din programul iconografic al absidei altarului

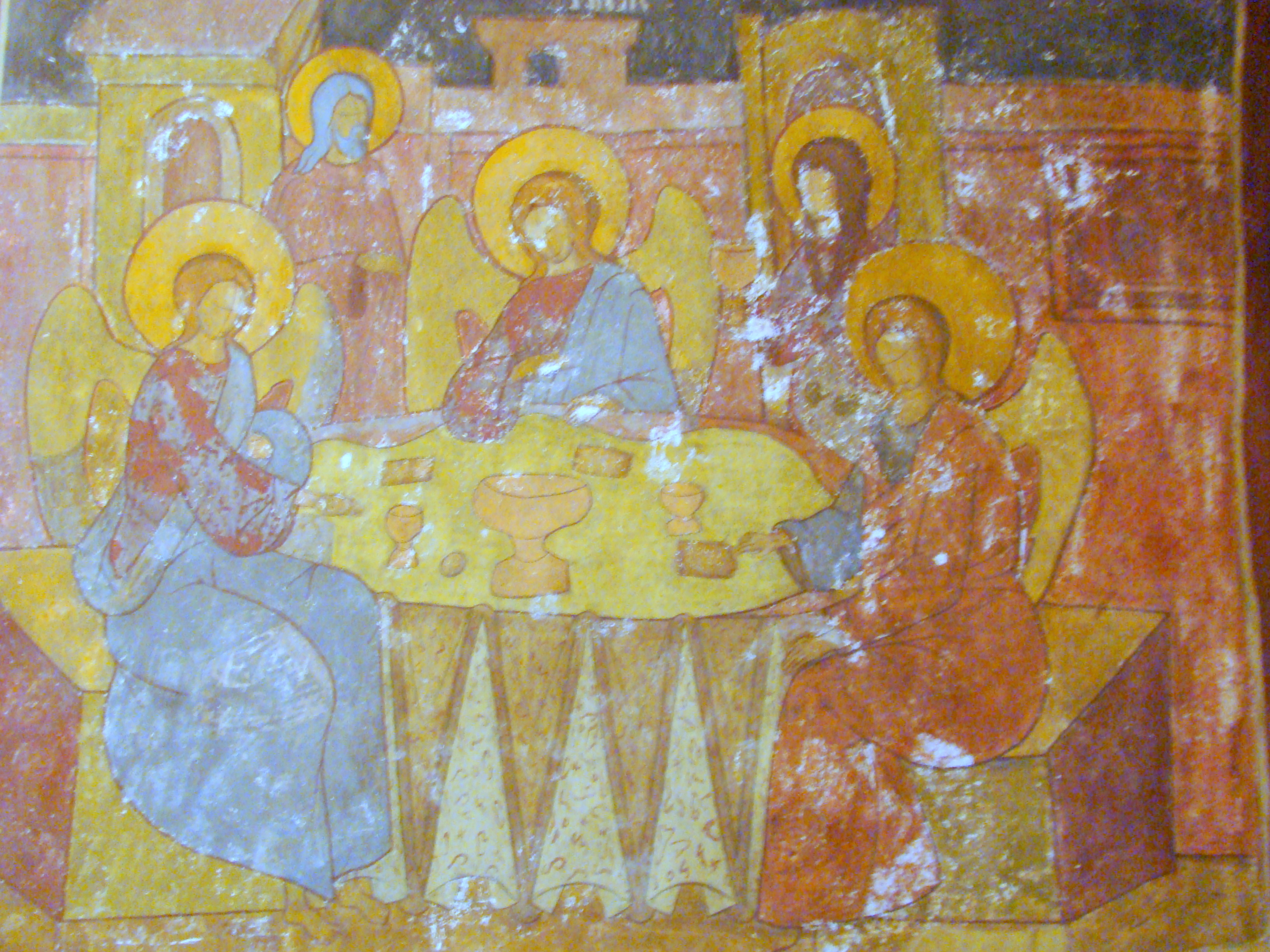
Fragmente din programul iconografic al absidei altarului

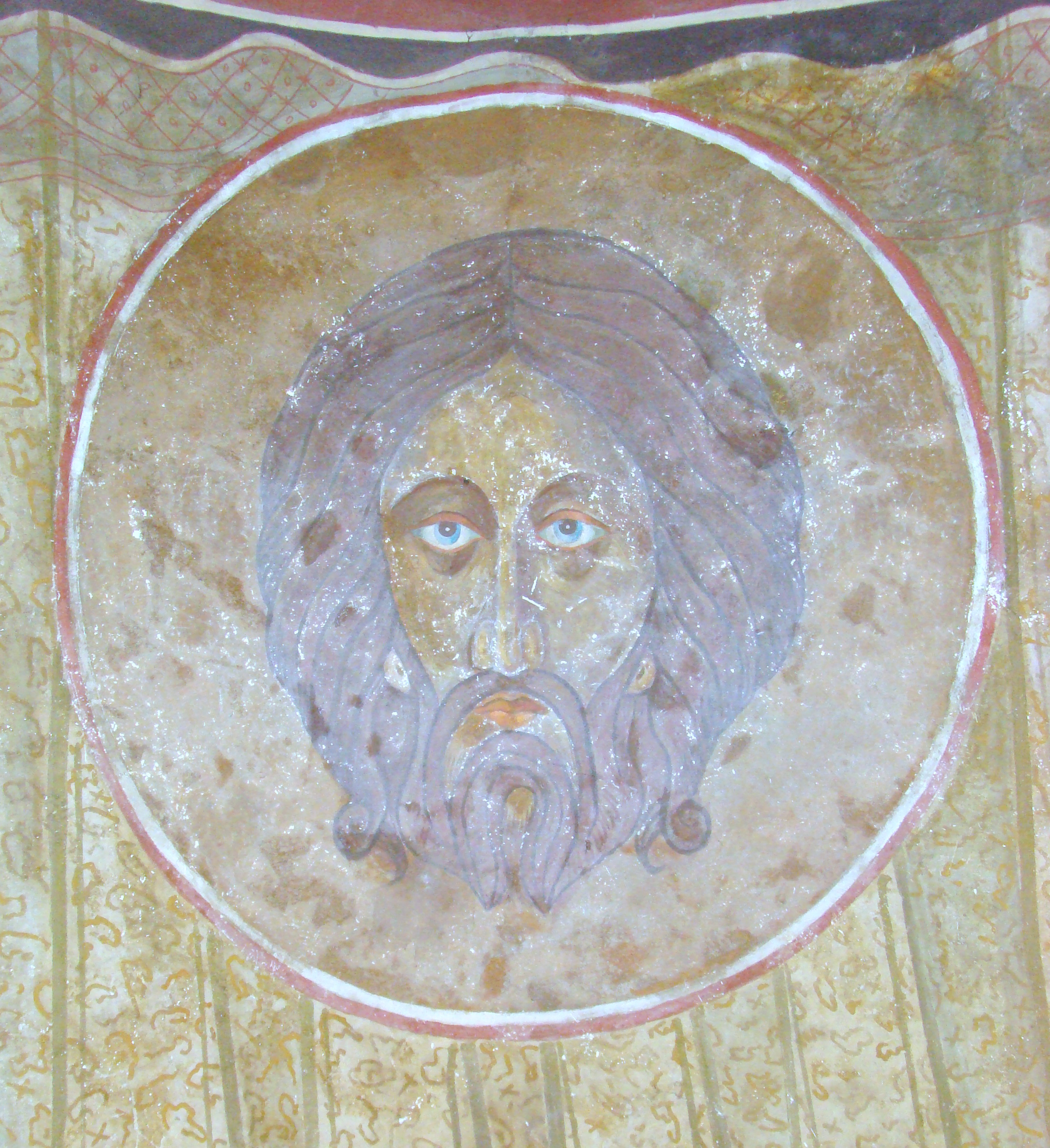
Fragmente din programul iconografic al absidei altarului

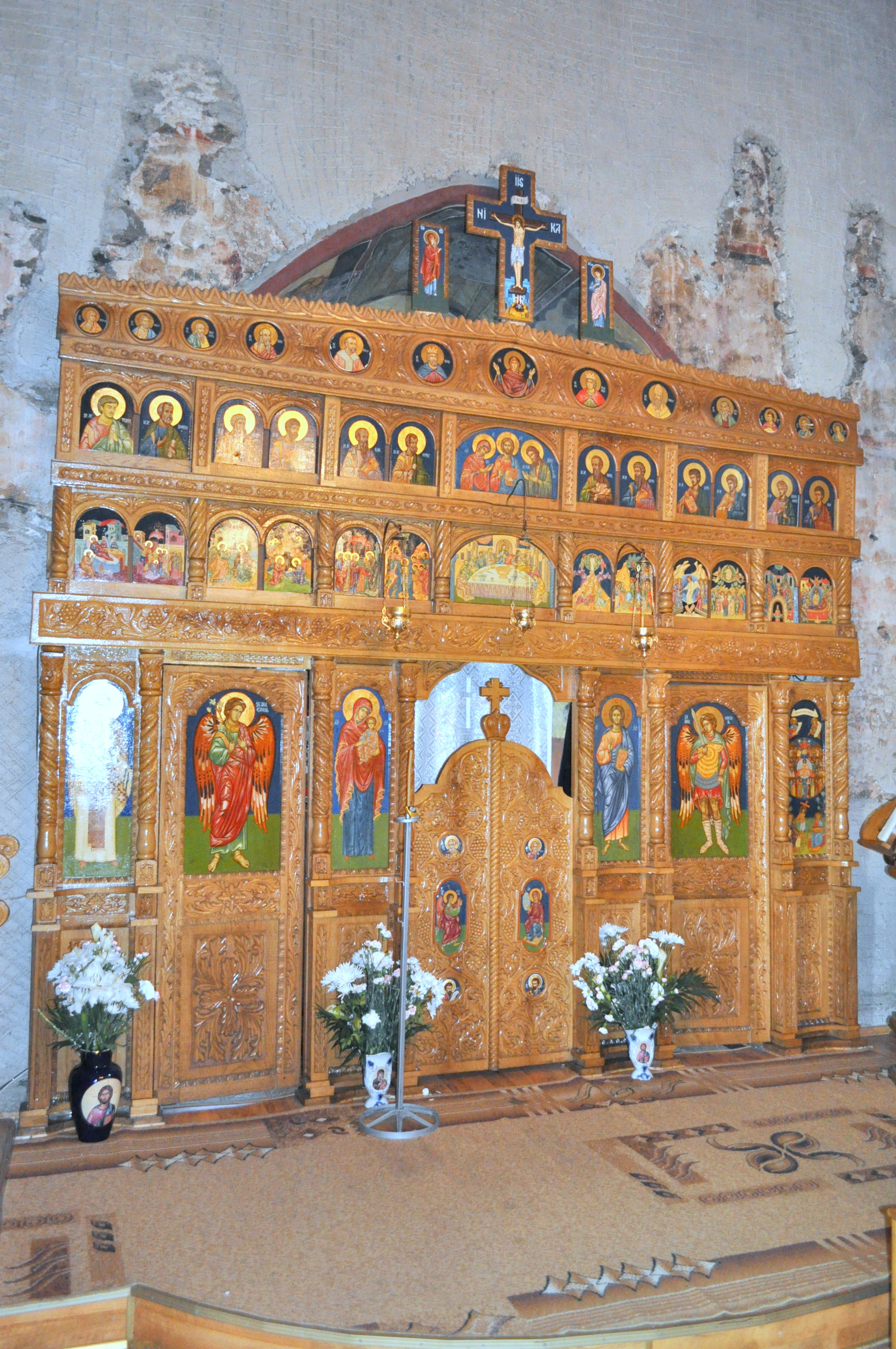
Iconostasul

Biserica cnezilor Cândea se află la marginea satului hunedorean Suseni. A fost ridicată în secolul XIV și este monument istoric de importanță națională,  HD-II-m-A-03460. Are hramul „Duminica Tuturor Sfinților”.

## Istoric și trăsături
În extremitatea sudică a ultimei așezări de pe valea Râușorului, satul Suseni (comuna Râu de Mori), pe un pinten stâncos al Munților Retezat se înalță și astăzi ruinele celei mai mari cetăți cneziale din Transilvania, cetatea Colțului, leagăn și simbol al înfloririi celei mai puternice familii nobiliare românești din Țara Hațegului: Cândeștii. De cealaltă parte a pârâului, pe un mic tăpșan, a fost ridicat un lăcaș de cult ciudat, cu aspect de fortăreață: biserica-monument istoric a schitului actual Suseni-Colț (HD-II-m-A-03460). 
Așa cum se prezintă astăzi, edificiul este rezultatul unei ample restaurări (reconstrucții), care a avut meritul de a reda biserii înfățișarea de odinioară. Construit din piatră brută, legată cu mortar amestecat cu cărămidă pisată, lăcașul, parte a unui complex monahal dispărut mai amplu, a fost ridicat, probabil, la începutul secolului al XIV-lea, cu câteva decenii înaintea cetății învecinate. Alcătuită dintr-o navă dreptunghiulară scurtă, Biserica se particularizează prin faptul că deasupra altarului se înalță un puternic turn fortificat din piatră, cu trei nivele, în vechime parte integrantă a sistemului defensiv al cetății alăturate. În caz de necesitate, primul dintre etajele sale servea ca locuință, în timp ce nivelele superioare, prevăzut cu ferestre de tragere, simple sau tip „cheie de broască” răsturnată, erau destinate apărătorilor. În vechime, un valoros ansamblu pictural – lucrări de salvare a acestuia s-au derulat în anul 2001 – împodobea întreaga suprafață interioară a pereților bisericii. Aflate în prezent într-o avansată stare de degradare, fragmentele păstrate permit totuși reconstituirea parțială a dispoziției iconografice, în cadrul căreia un loc important îl ocupă scenele unui amplu „Imn acatist”. Zestrea de frescă a lăcașului, încadrabilă în atmosfera artei constantinopolitane a epocii Paleologilor, a fost realizată cândva între anii 1377 și 1450. 
Destinația inițială a edificiului a suscitat vii controverse în rândul specialiștilor. Astfel, Vasile Drăguț a presupus că biserica servise drept lăcaș de închinăciune ostașilor însărcinați cu paza cetății. Diferit, Radu Popa îi subliniase rolul de paraclis al curții cneziale alăturate, identificată la câteva sute de metri în aval. Adrian Andrei Rusu și Cristian Moisescu susțin că ctitoria nu a fost nici biserică a garnizoanei (donjonul alăturat s-a ridicat abia la mijlocul secolului al XIV-lea), nici capelă (despre o curte cnezială nu se poate vorbi decât după 1500) și nici edicifiu parohial (satul apare doar pe la sfârșitul secolului al XV-lea), ci lăcaș de cult al unei mănăstiri ortodoxe. 
Într-adevăr, „Viziunea Sfântului Petru din Alexandria”, redată pe peretele nordic al absidei altarului, reprezintă un element iconografic vehiculat cu preponderență în lumea monastică. De asemenea, în arhiva familiei Kendeffy, într-un document din secolul al XV-lea, Nicolae, fiul lui Ioan I Cândea, apare menționat ca Nicodim, antroponim cu profunde rezonanțe monahale, iar pe o piesă tombală adusă la Râu de Mori de la Cetatea Colțului era consemnat numele egumenului Ghenadie: „văleat 7013 [1505 n.n.] m[ai/artie] 28, popa chir G[hena]die”. În acest caz, încăperile din turn, dotate cu sobe cu horn, au putut suplini, măcar parțial, rolul unor chilii; altele, greșit identificate cu ruinele unei vechi curți nobiliare – o demonstrează rezultatele cercetării arheologice din anul 1981 –, fuseseră ridicate în apropiere. Așadar, posibilitatea funcționării unei mănăstiri ar trebui luată neapărat în calcul, dacă nu de la începuturile edificiului, măcar prin secolele XVI-XVII, atunci când familia Kendeffy, odată ieșită din Ortodoxie, ar fi putut ceda călugărilor spre locuire fosta curte nobiliară, demodată ori devenită inutilă.
Strâns legată de destinele Cândeștilor, aflați în plin proces de maghiarizare, istoria mănăstirii cu greu poate fi urmărită după mijlocul secolului al XVI-lea. Profanarea altarului printr-o inscripție zgâriată în anul 1592  ar reprezenta un indiciu temporal referitor la sfârșitul funcționării acesteia. Absența straturilor de văruială ar duce la concluzia că lăcașul a fost pur și simplu părăsit, fără să fi fost preluat anterior de urmașii vechilor ctitori, acum calvinizați. Nu este exclusă însă nici varianta desființării intenționate a sfântului așezământ de către patronii reformați, ipoteză confirmată, în acest caz, de o tradiție locală. Aflată în paragină, biserica a fost transformată în perioada comunistă în grajd pentru animale. În anul 1994, tradiția monahală a fost reînviată, noul așezământ, închinat „Duminicii Tuturor Sfinților”  – vechiul hram a rămas până astăzi necunoscut –, având în prezent statutul de schit.

## Imagini din exterior

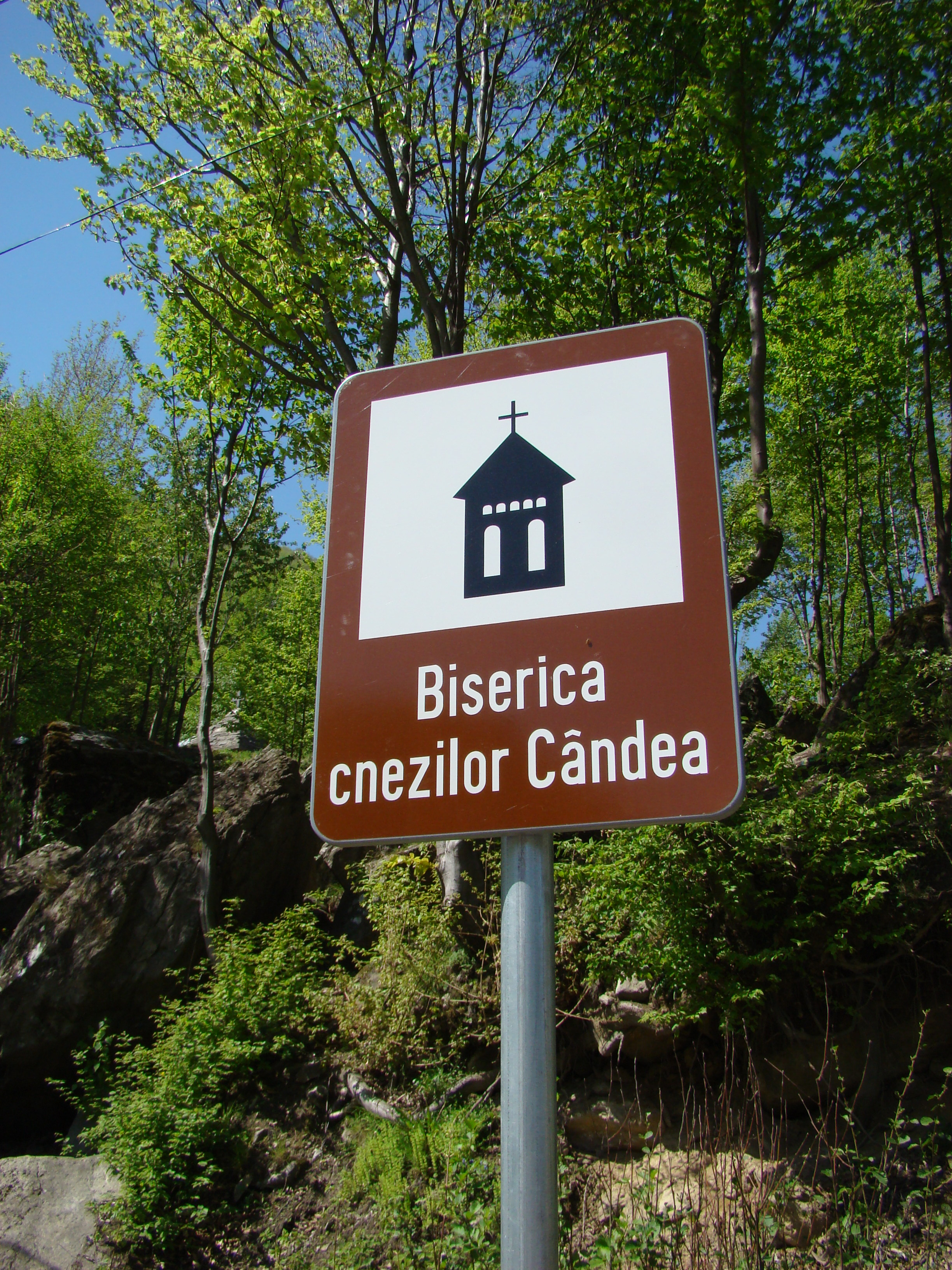
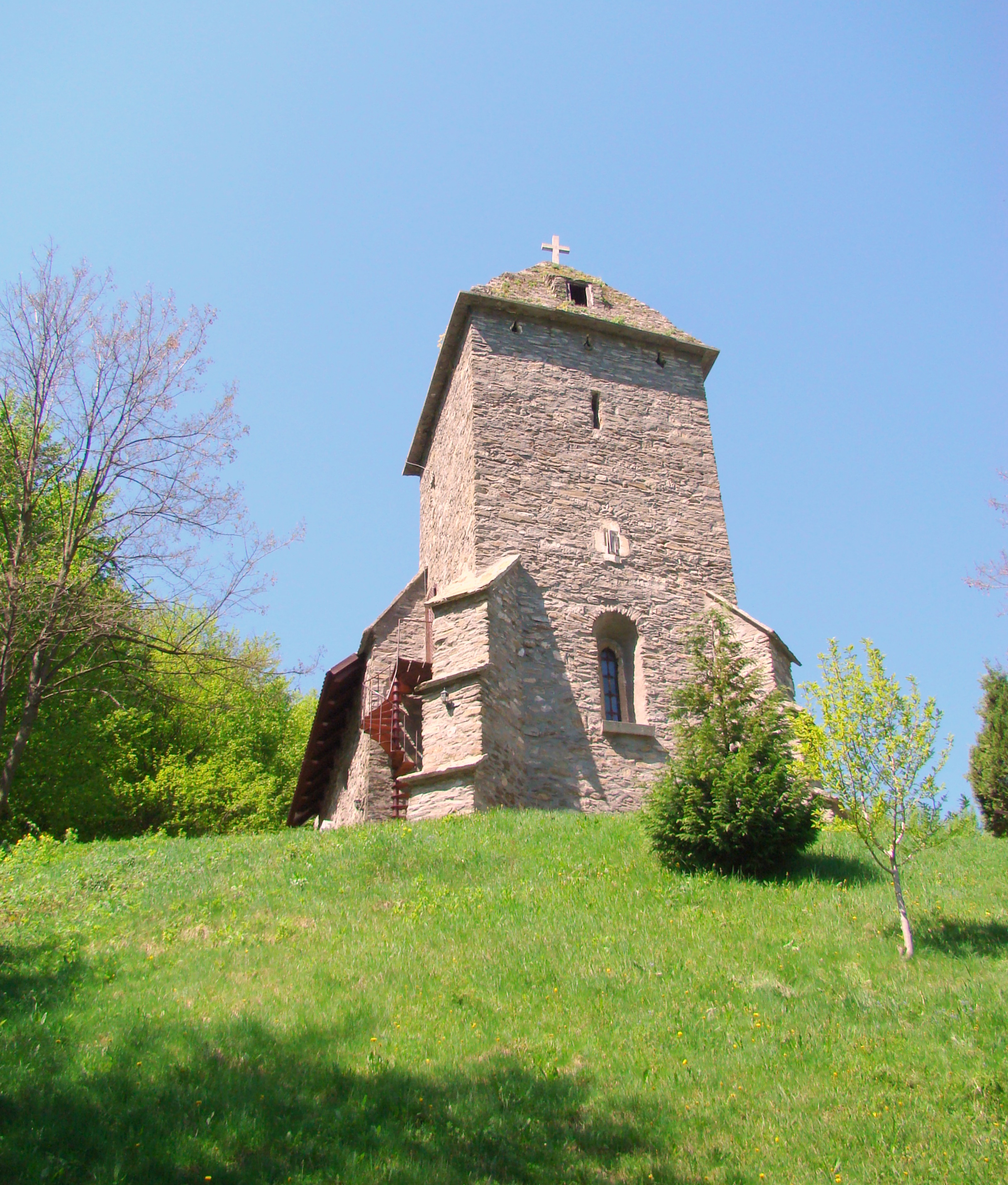
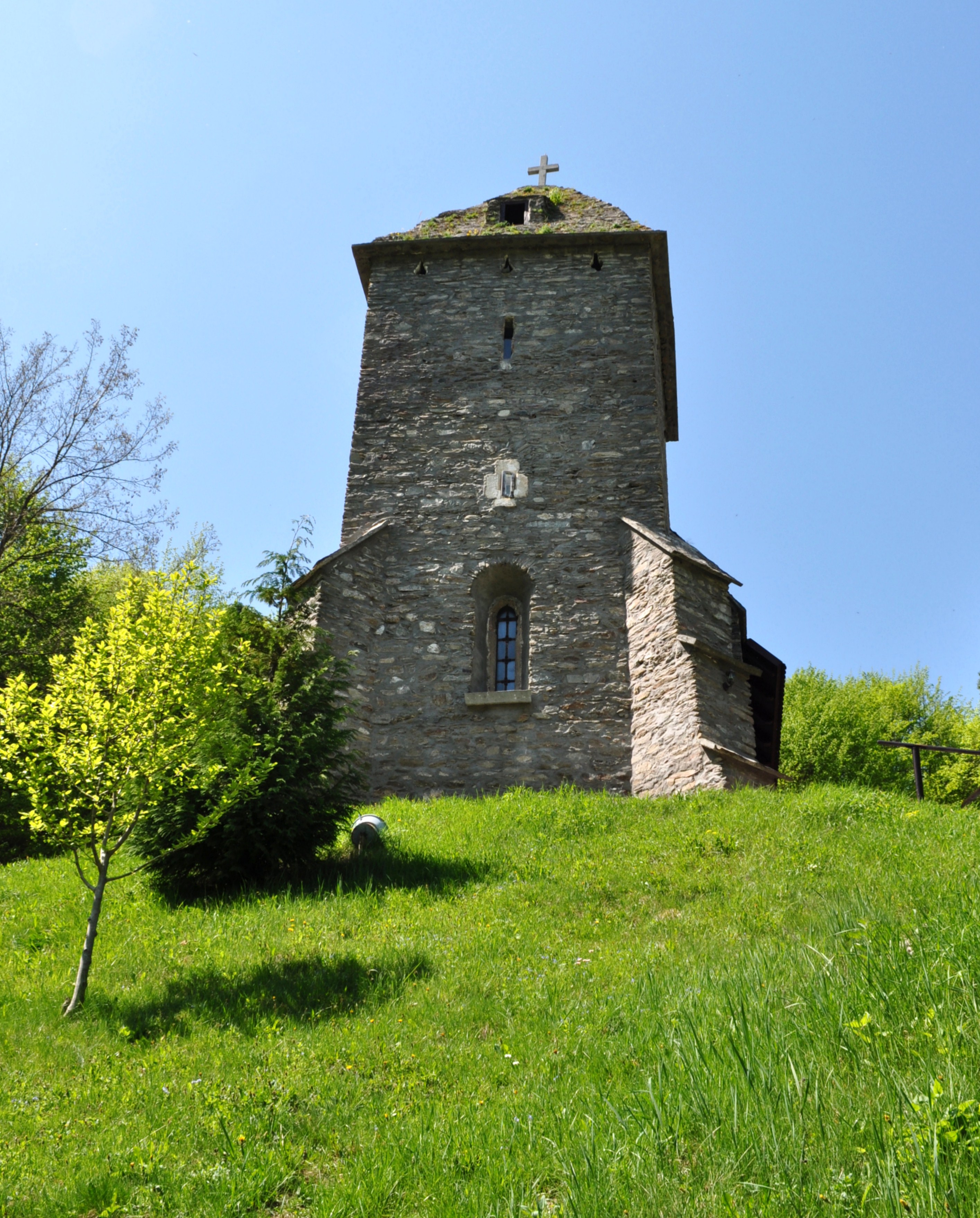
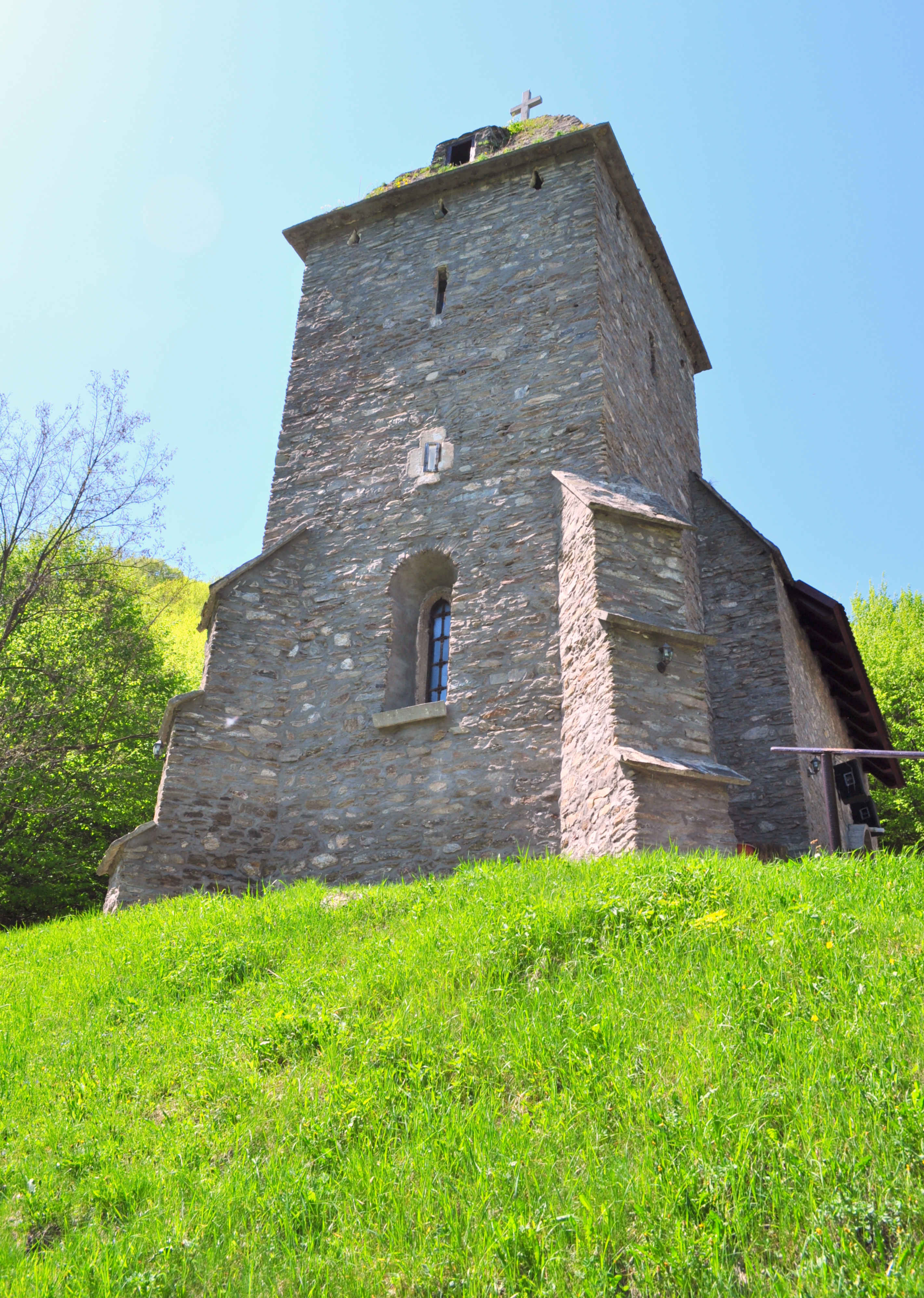
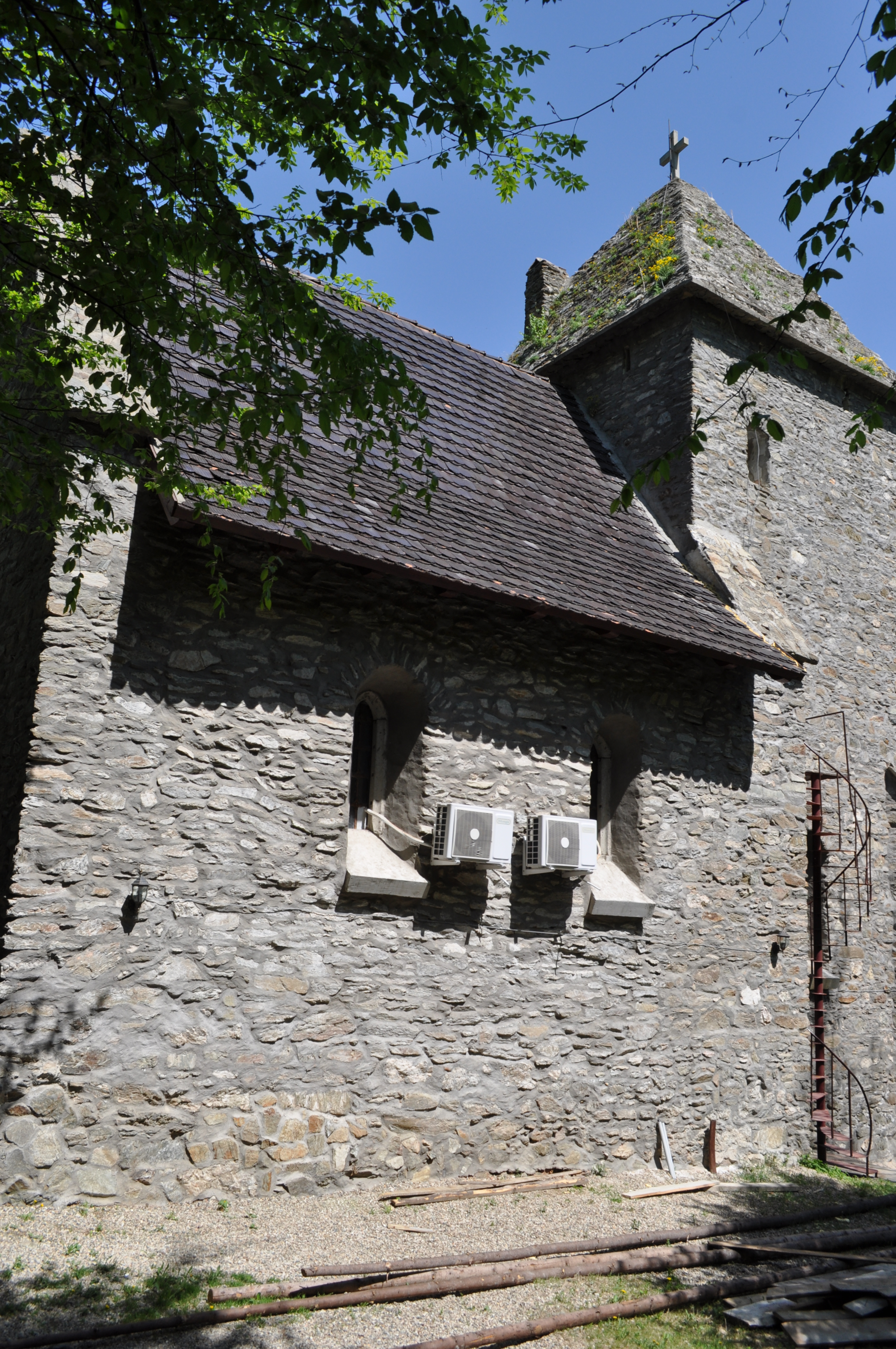
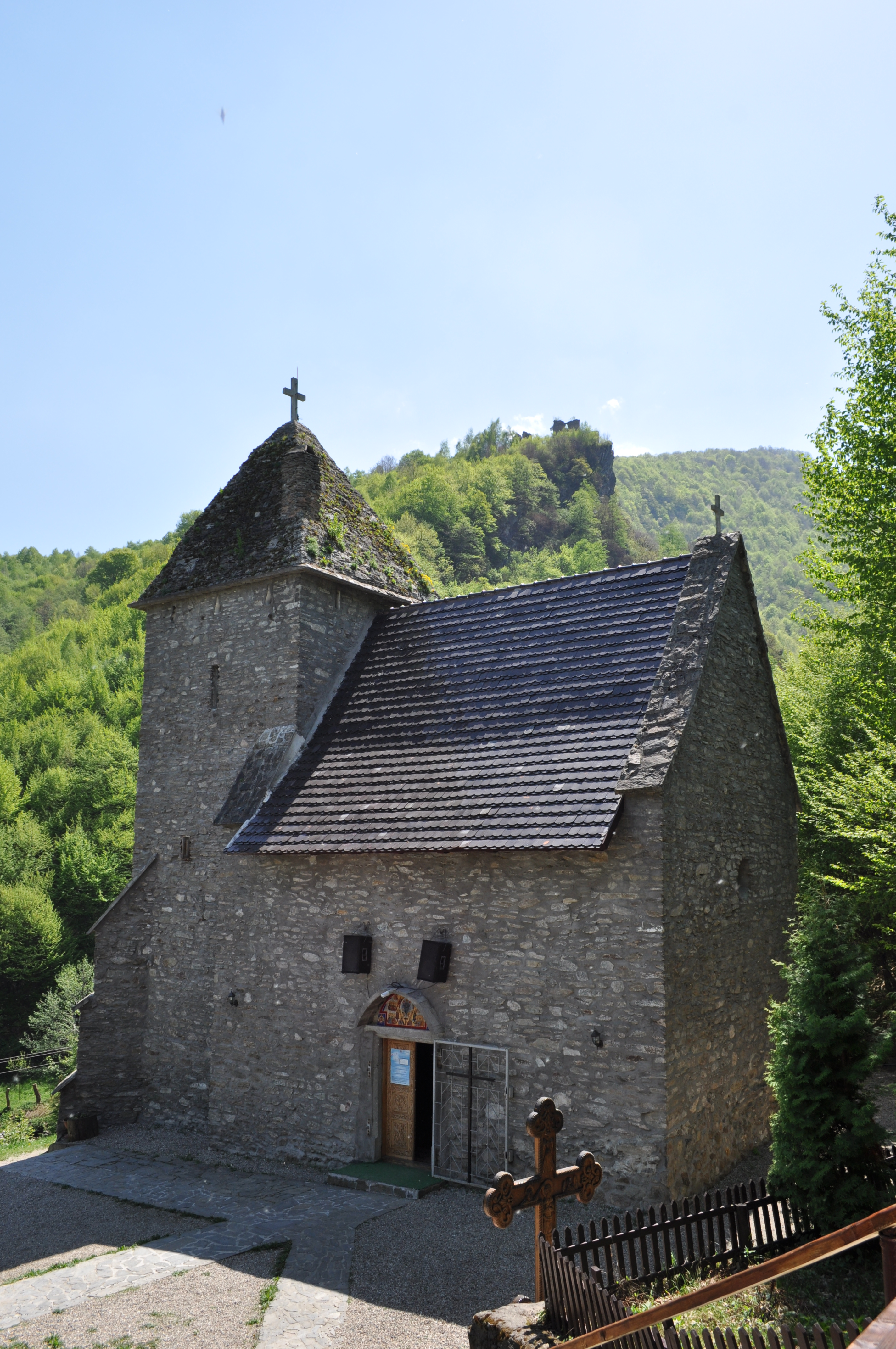
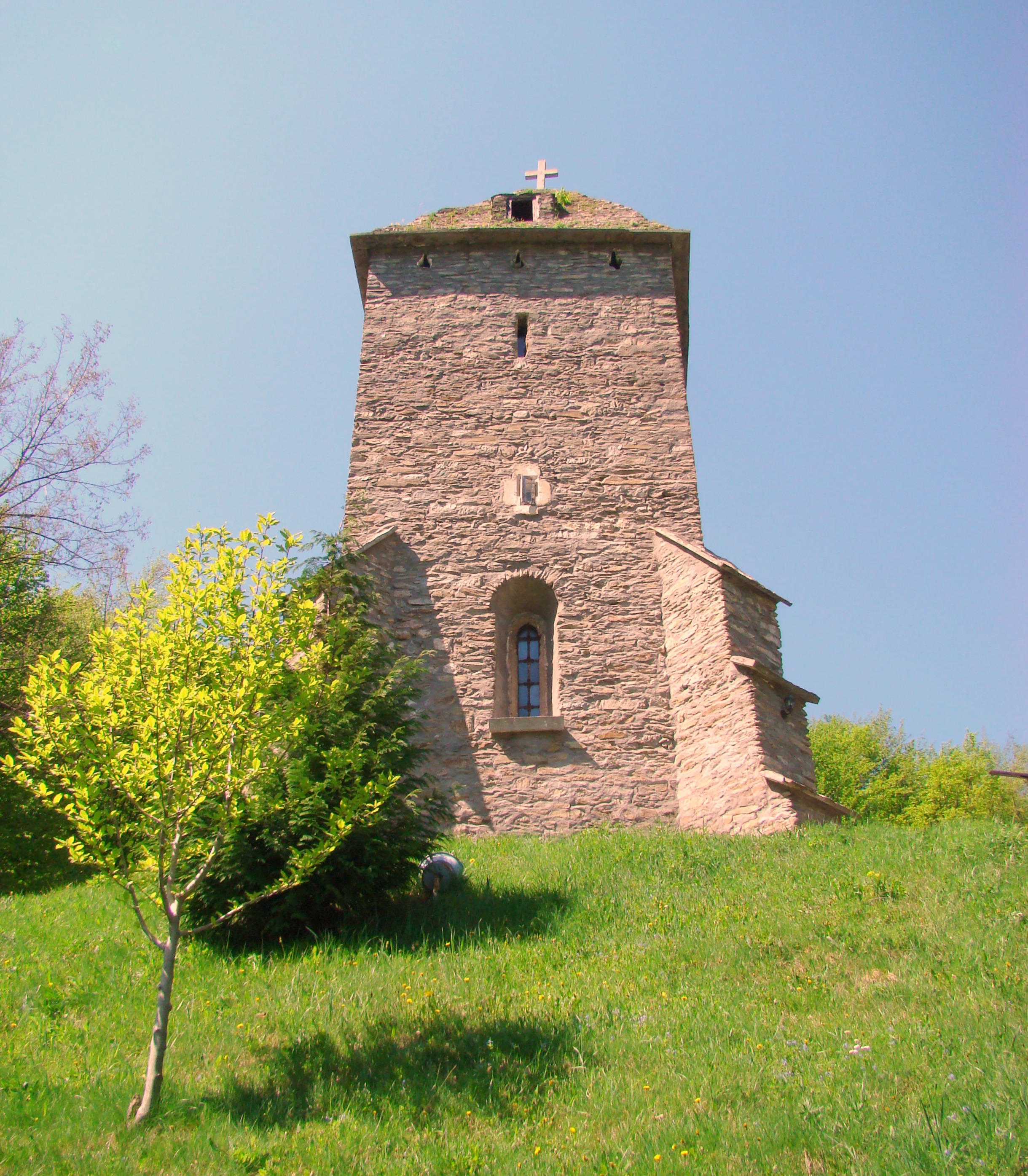
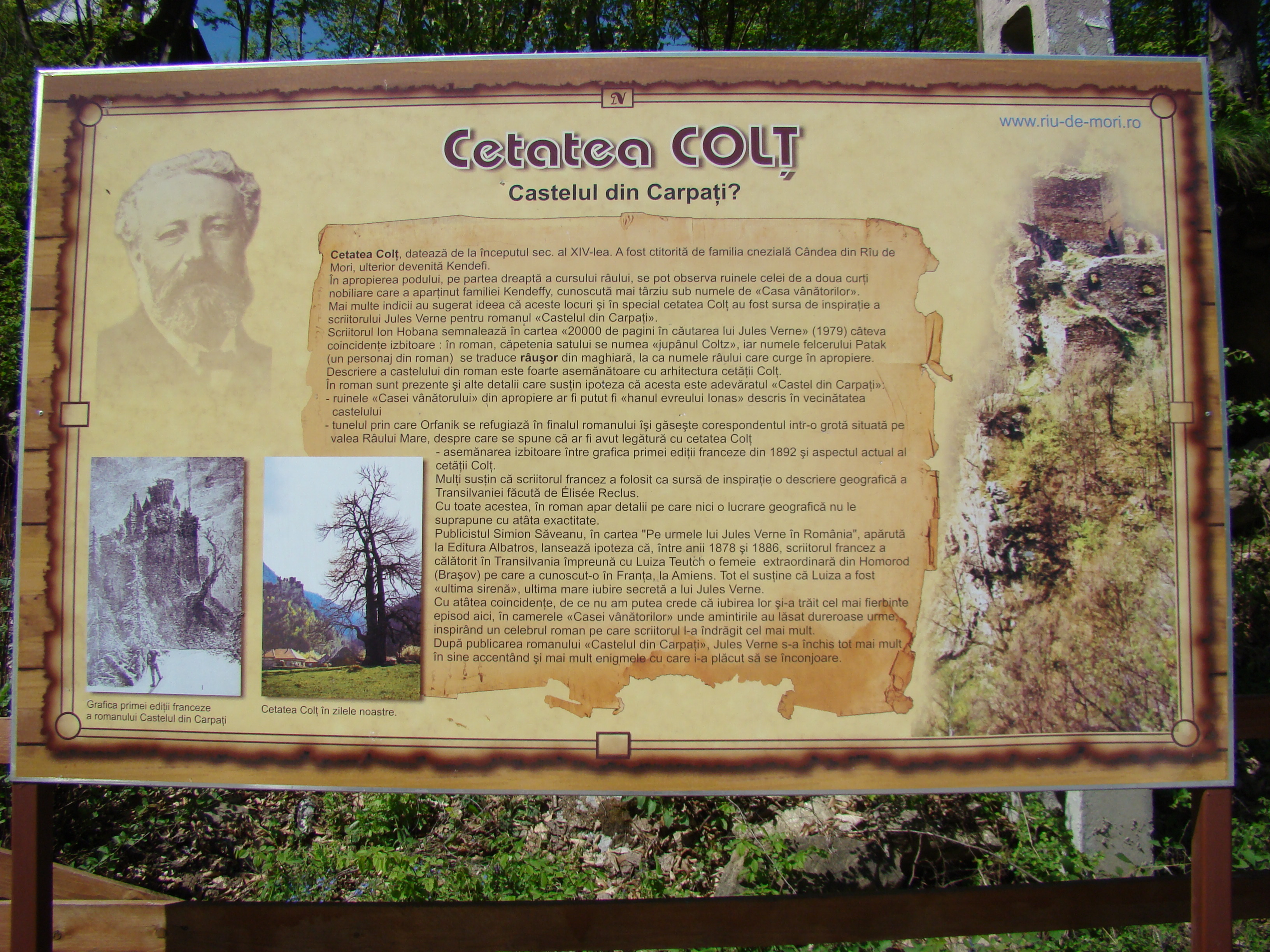

## Imagini din interior

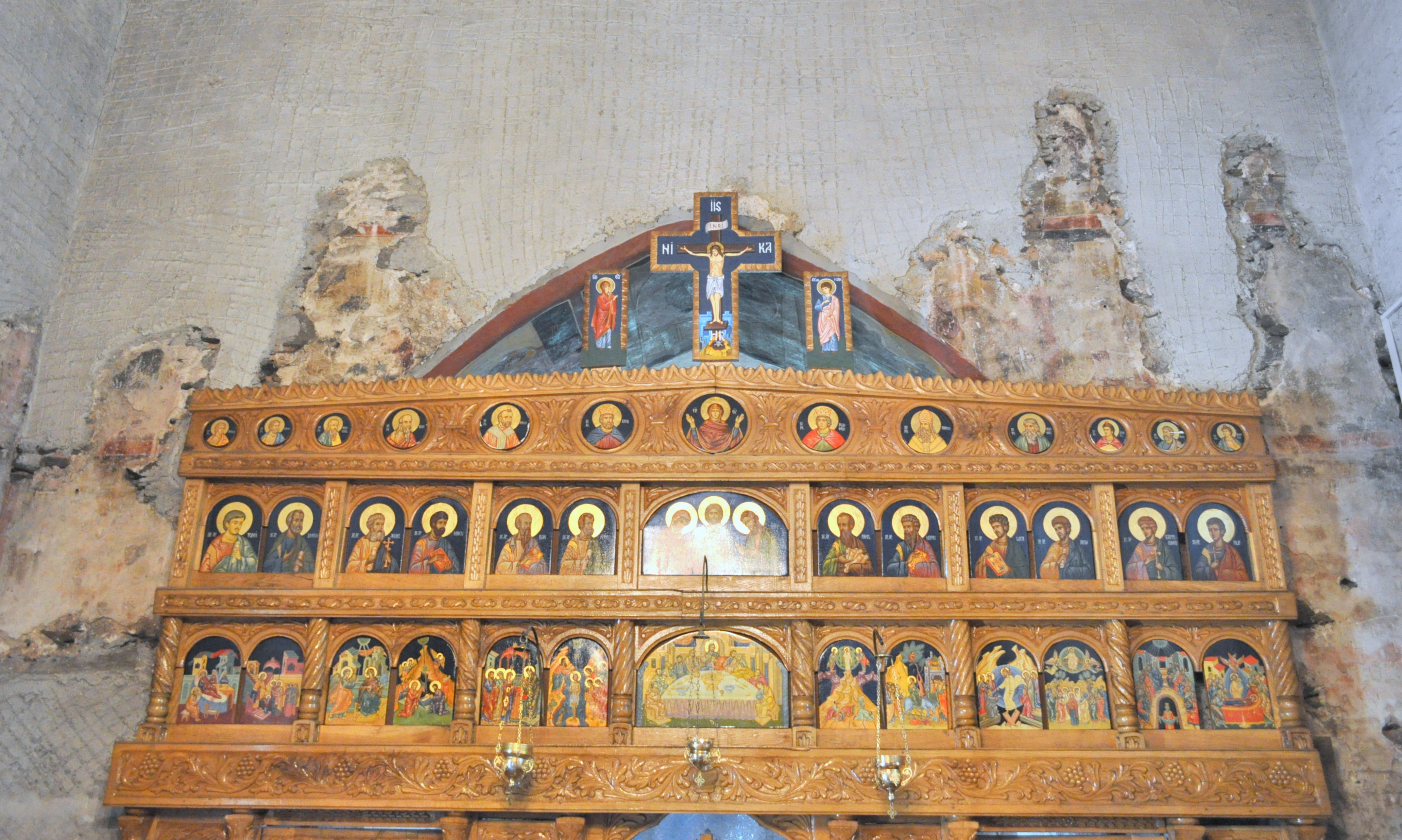
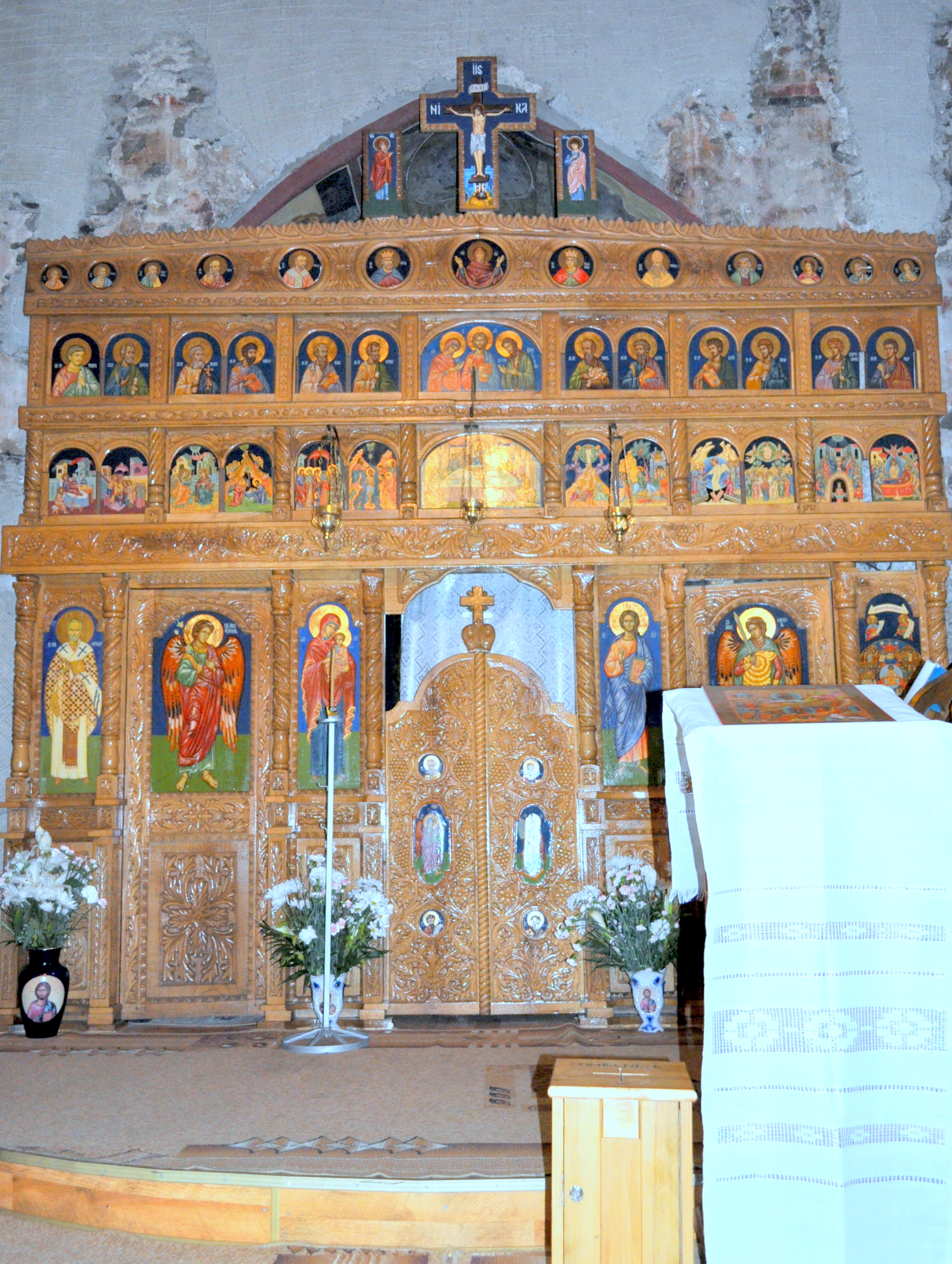
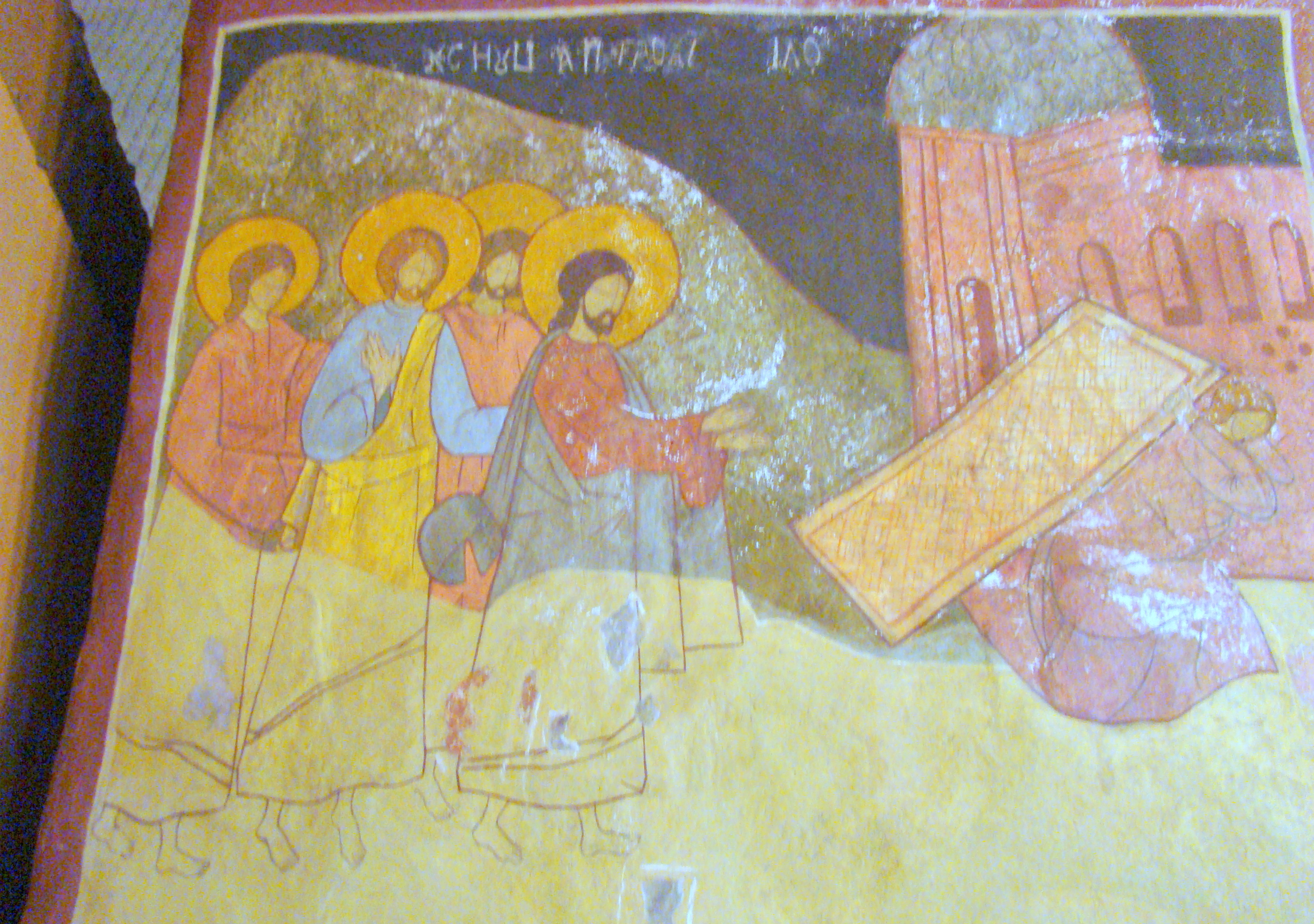
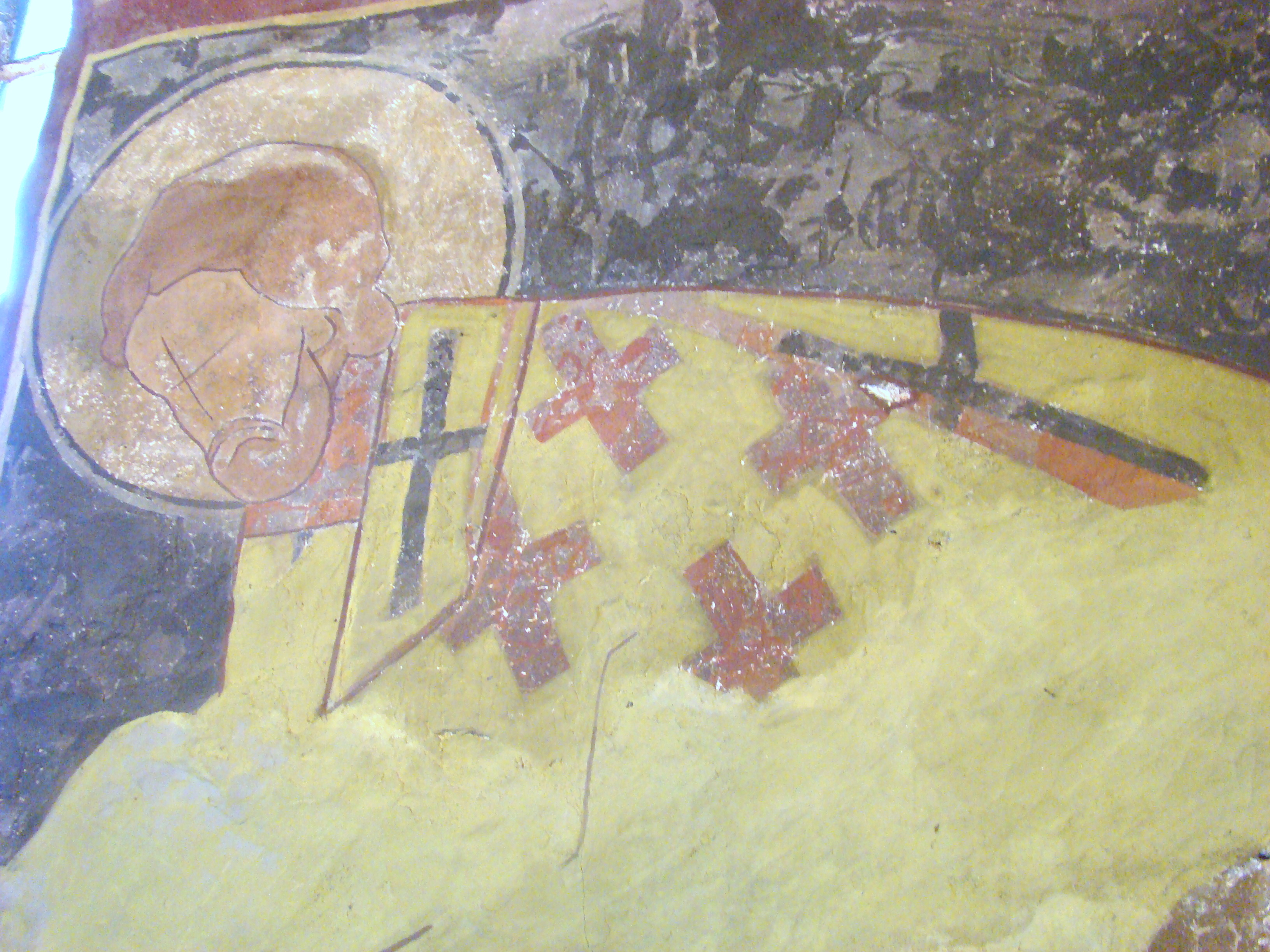
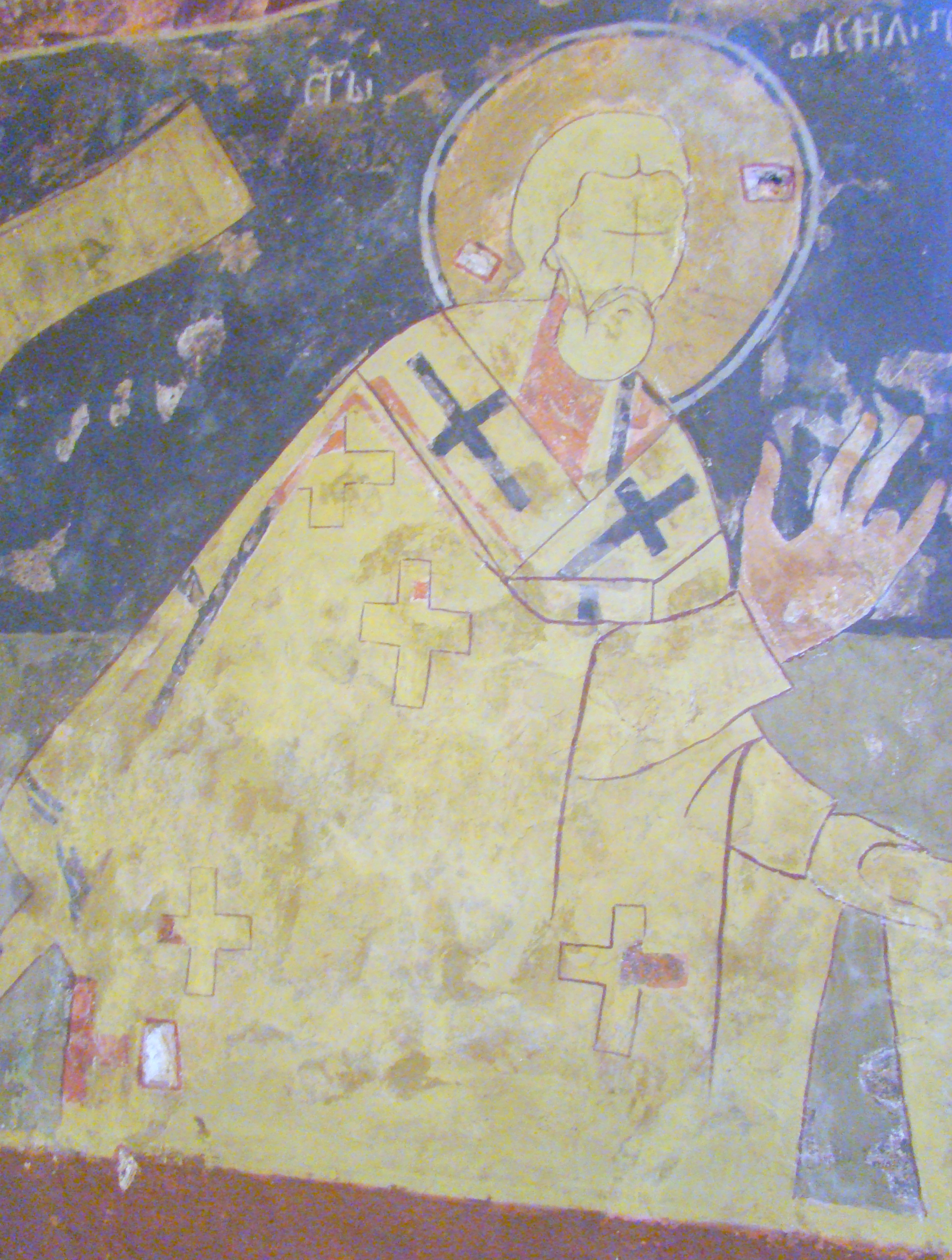
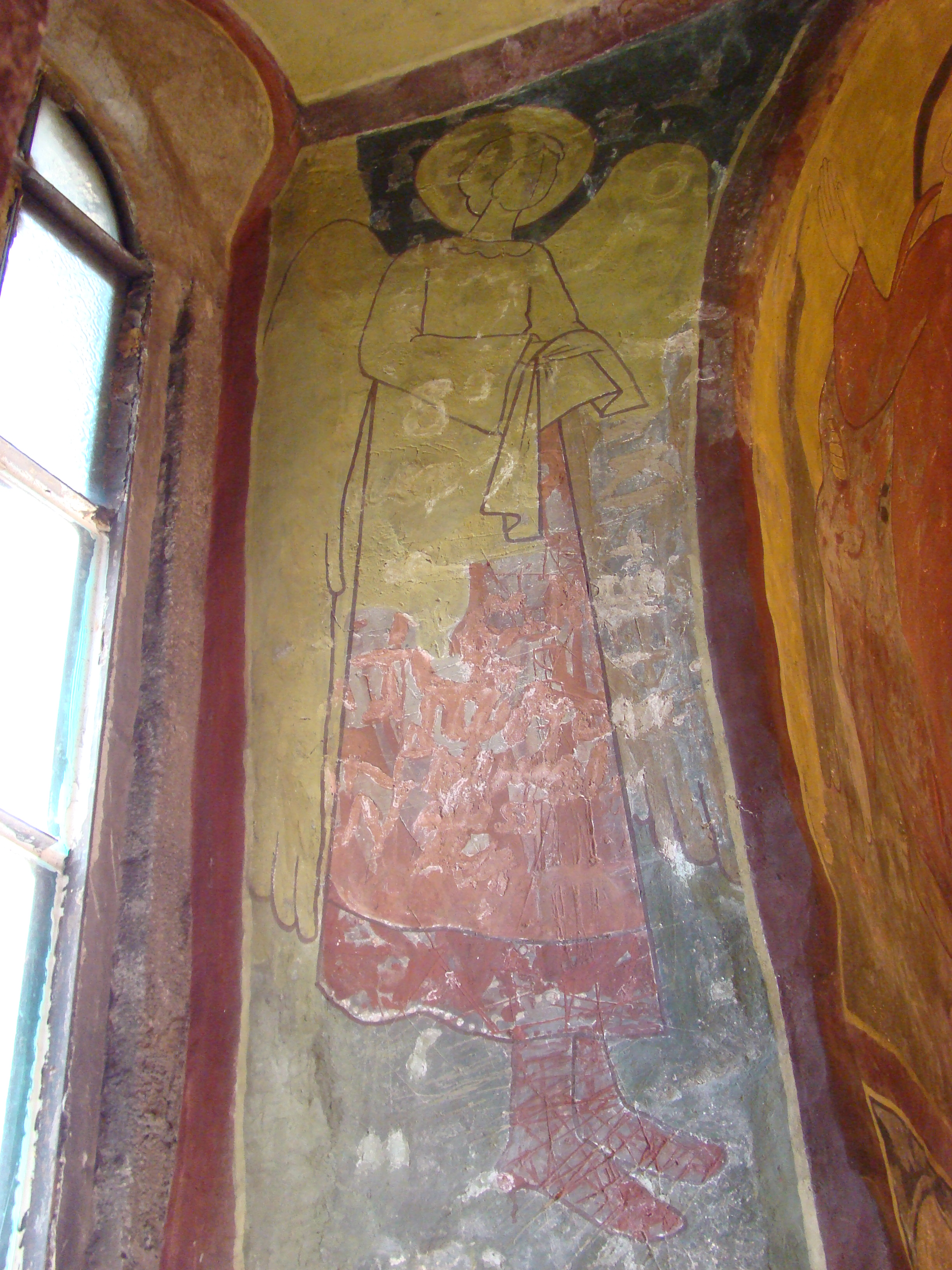
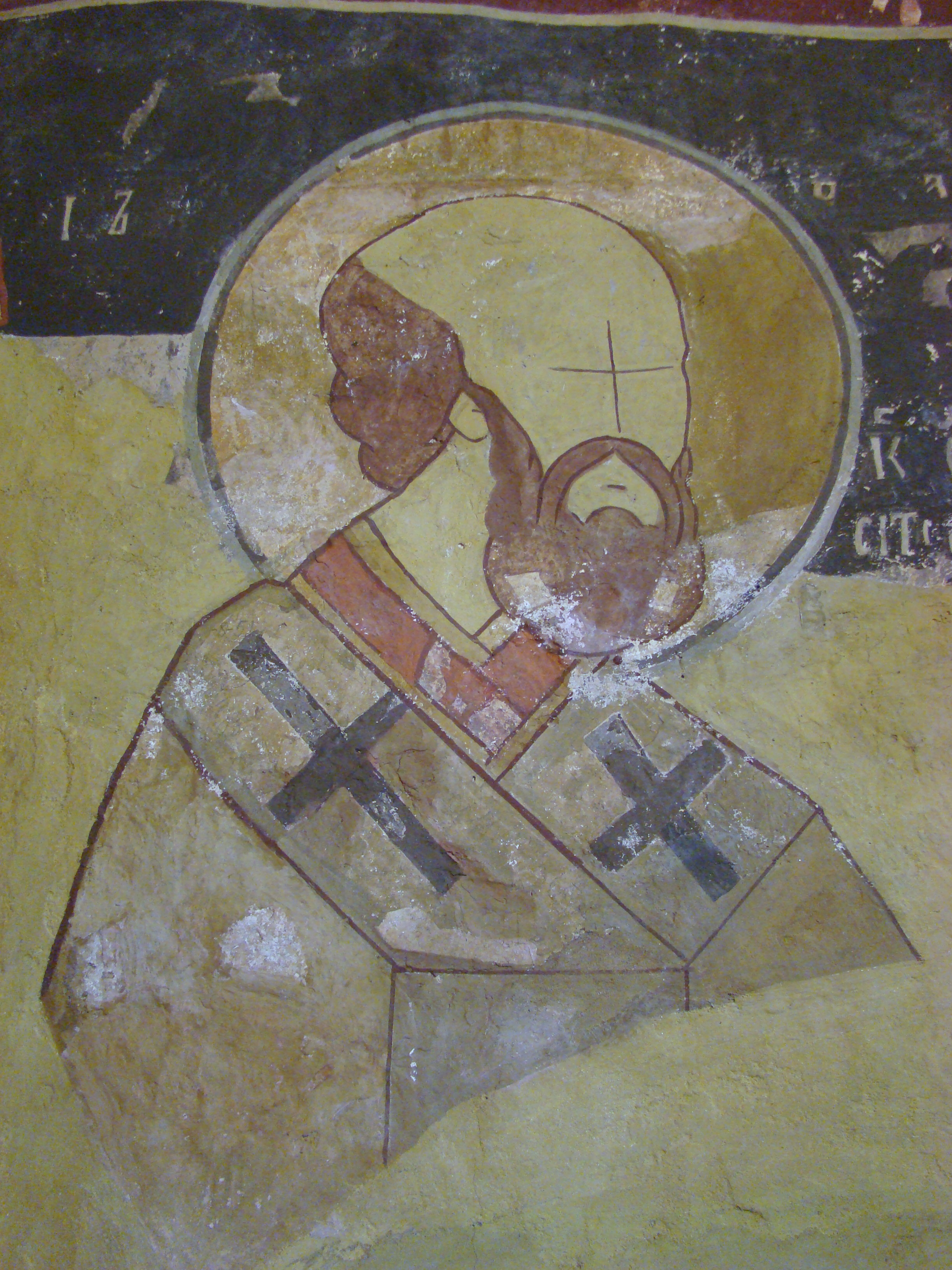
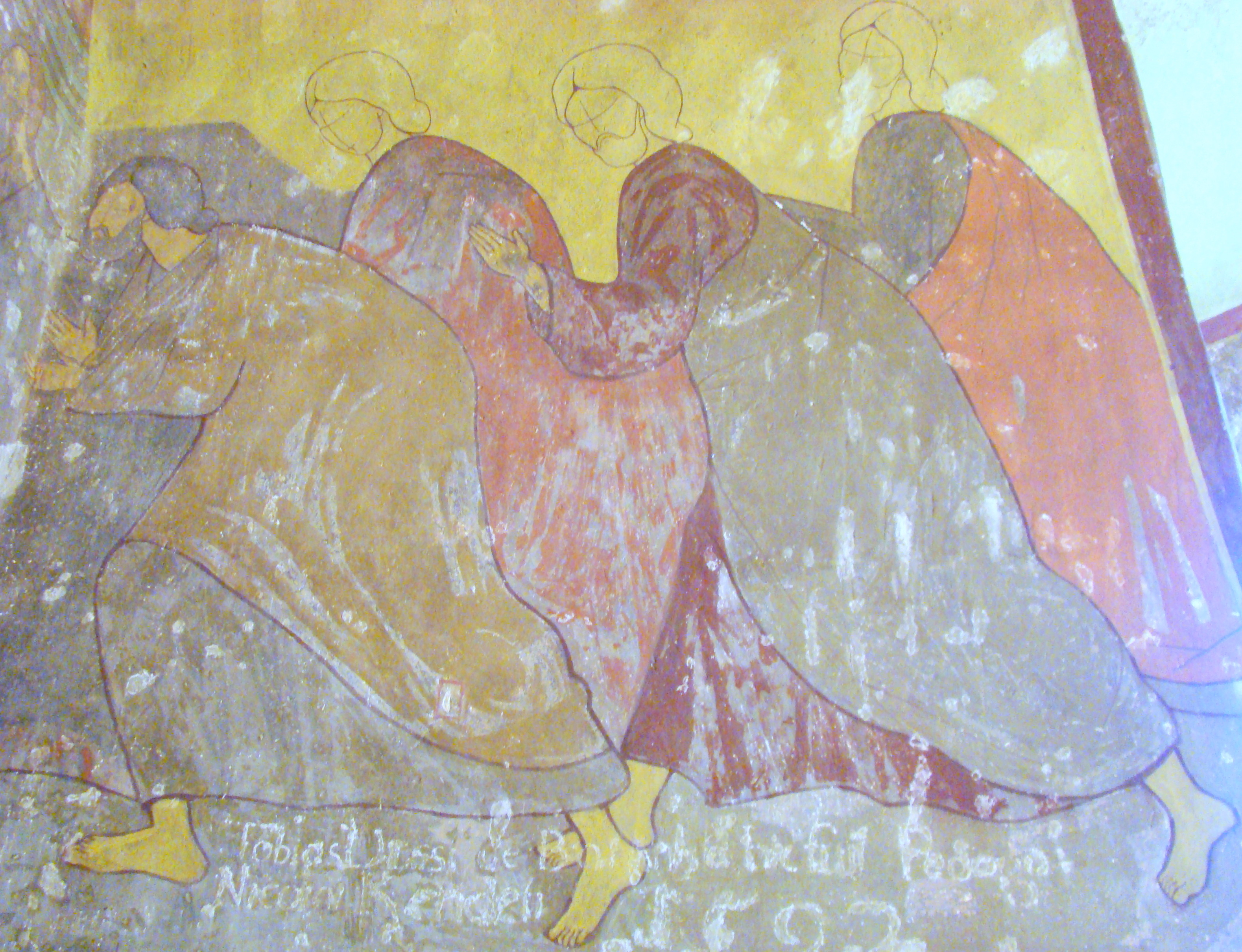
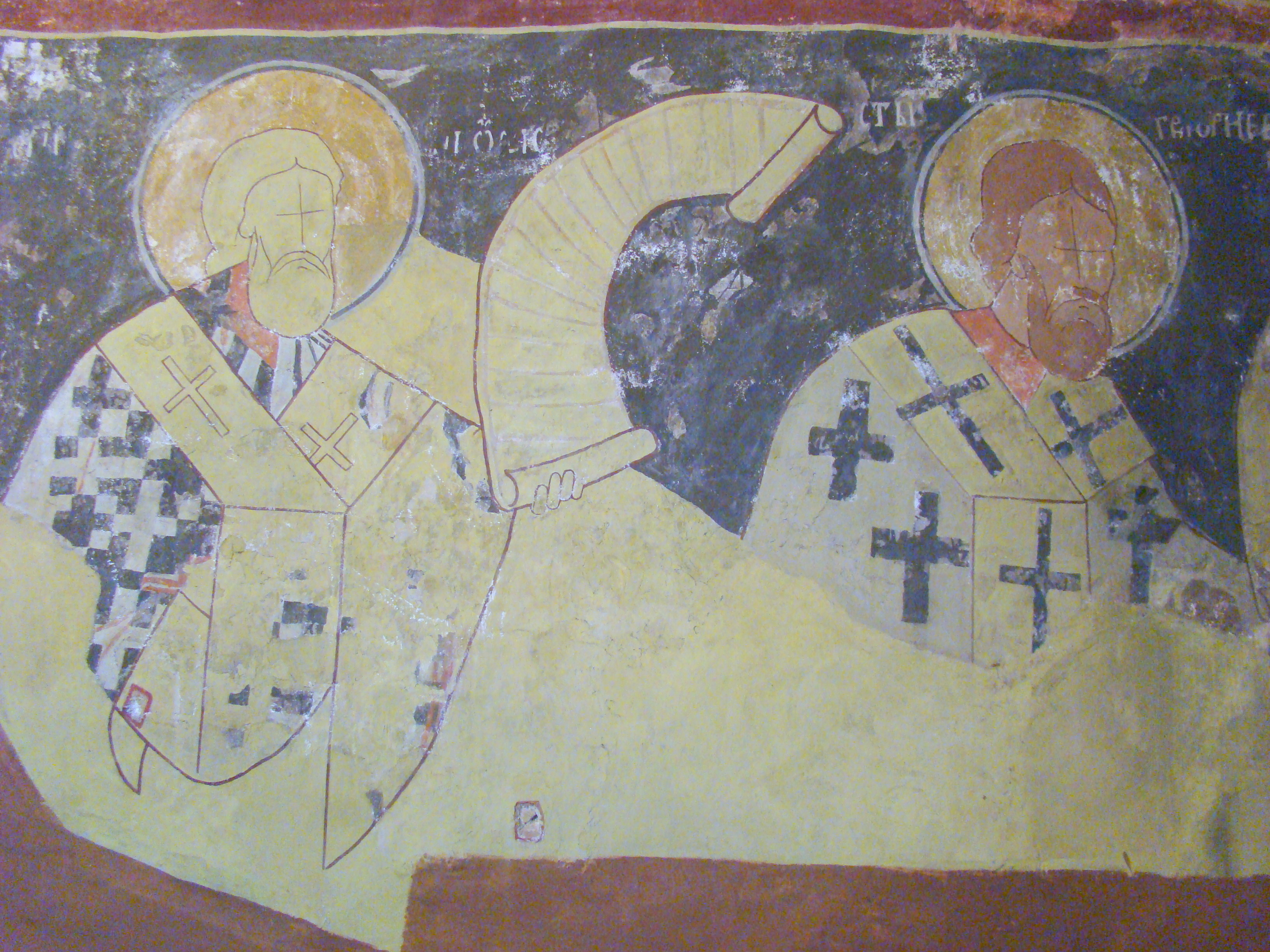
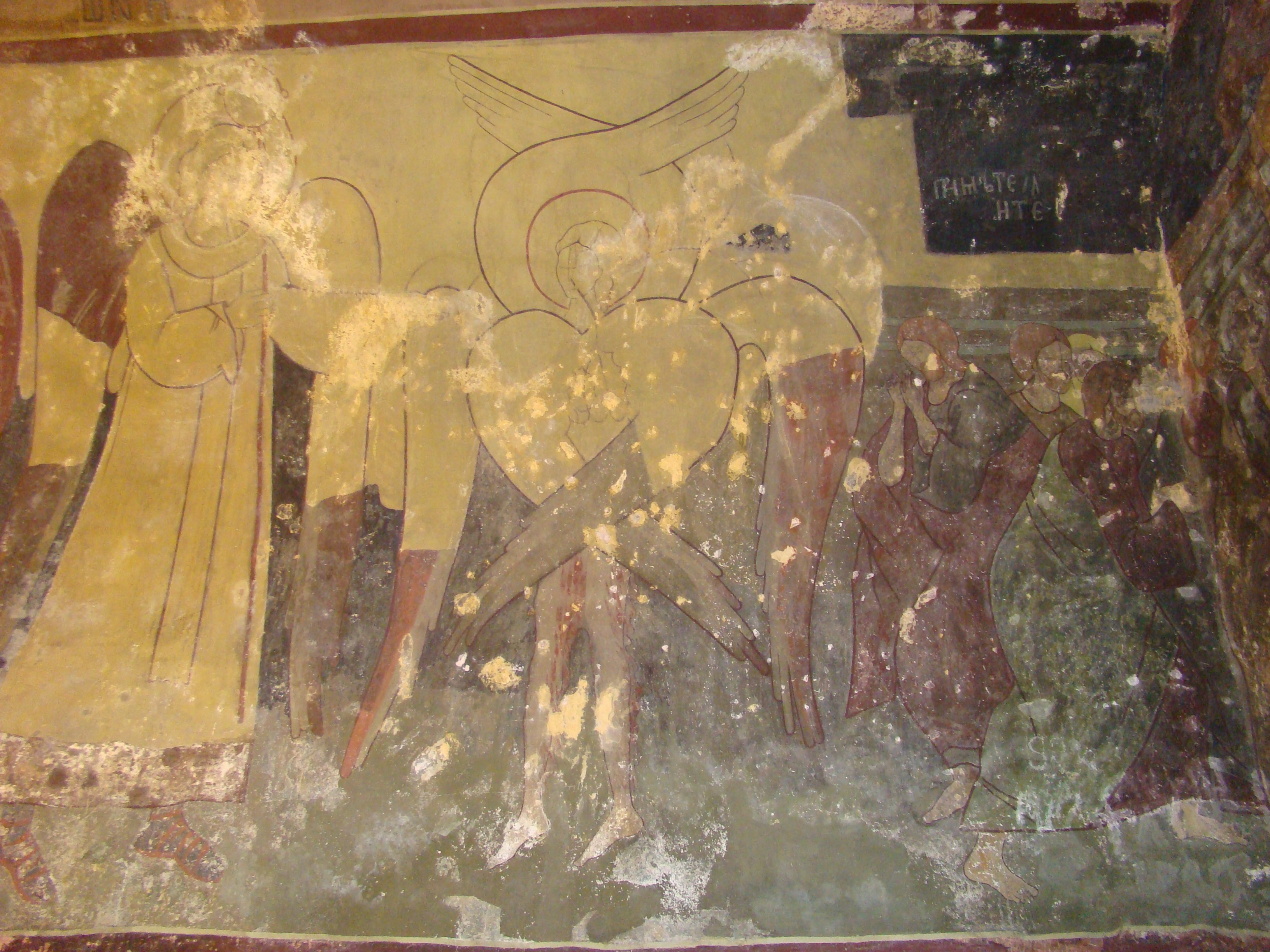
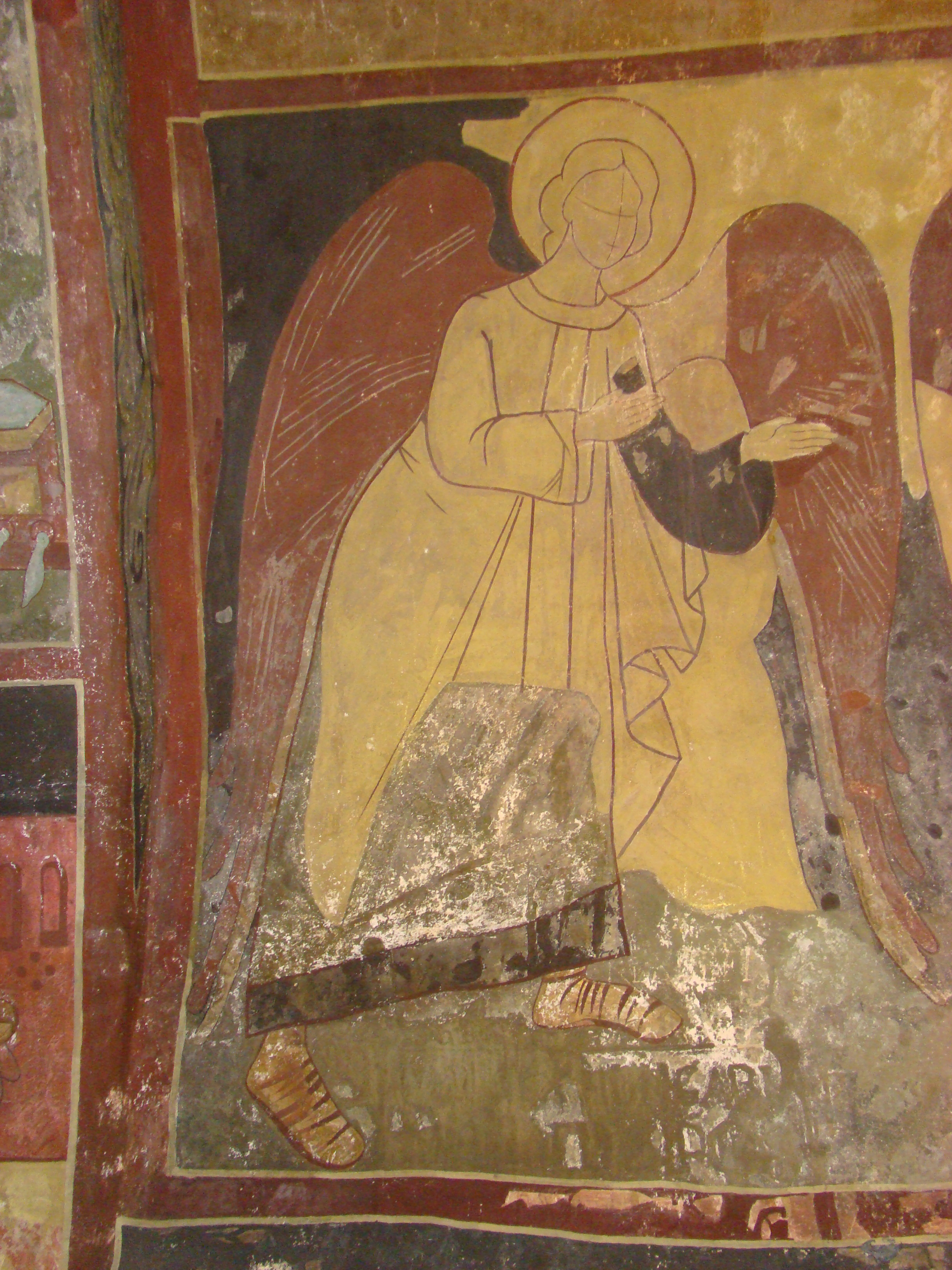
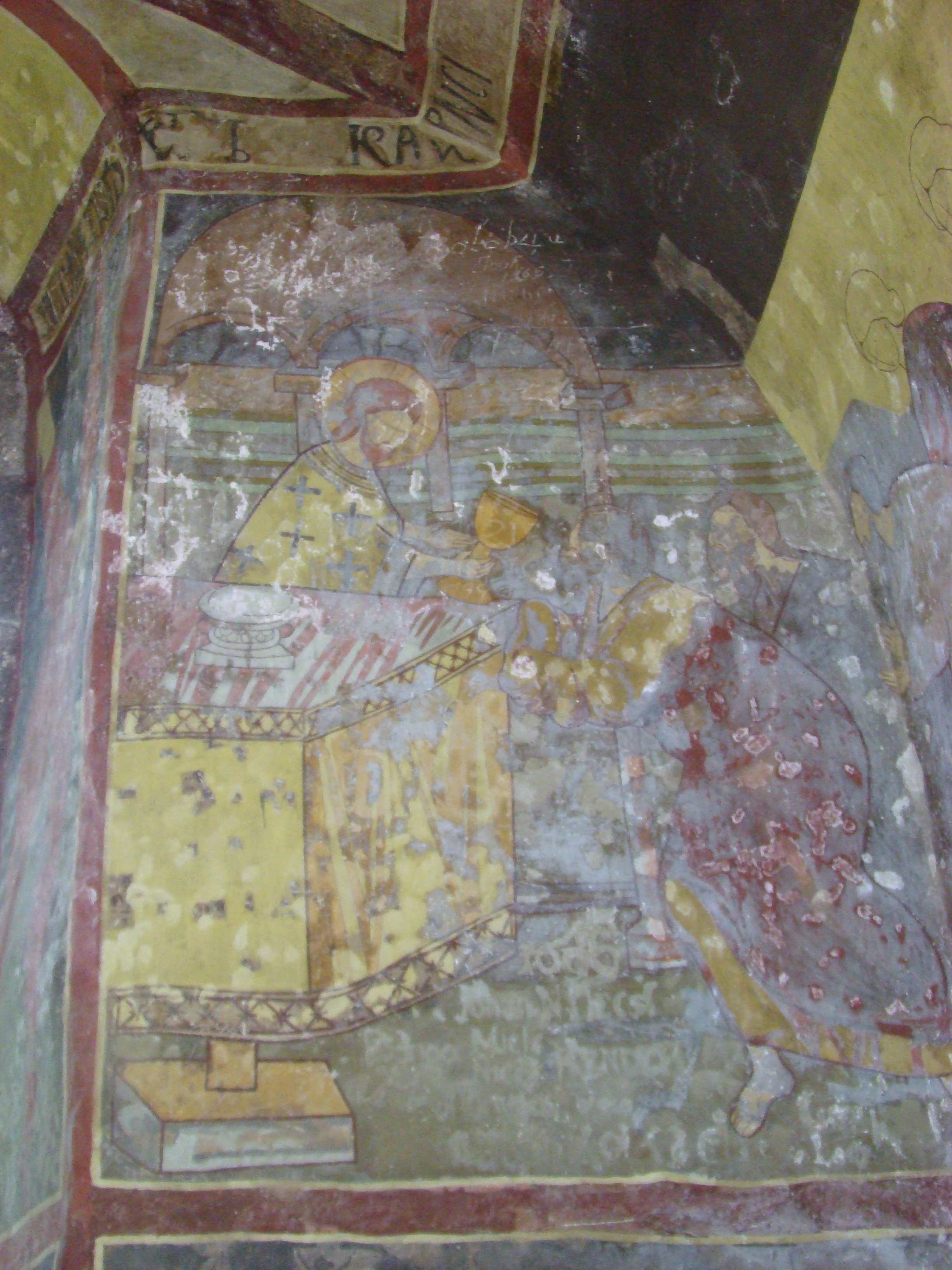
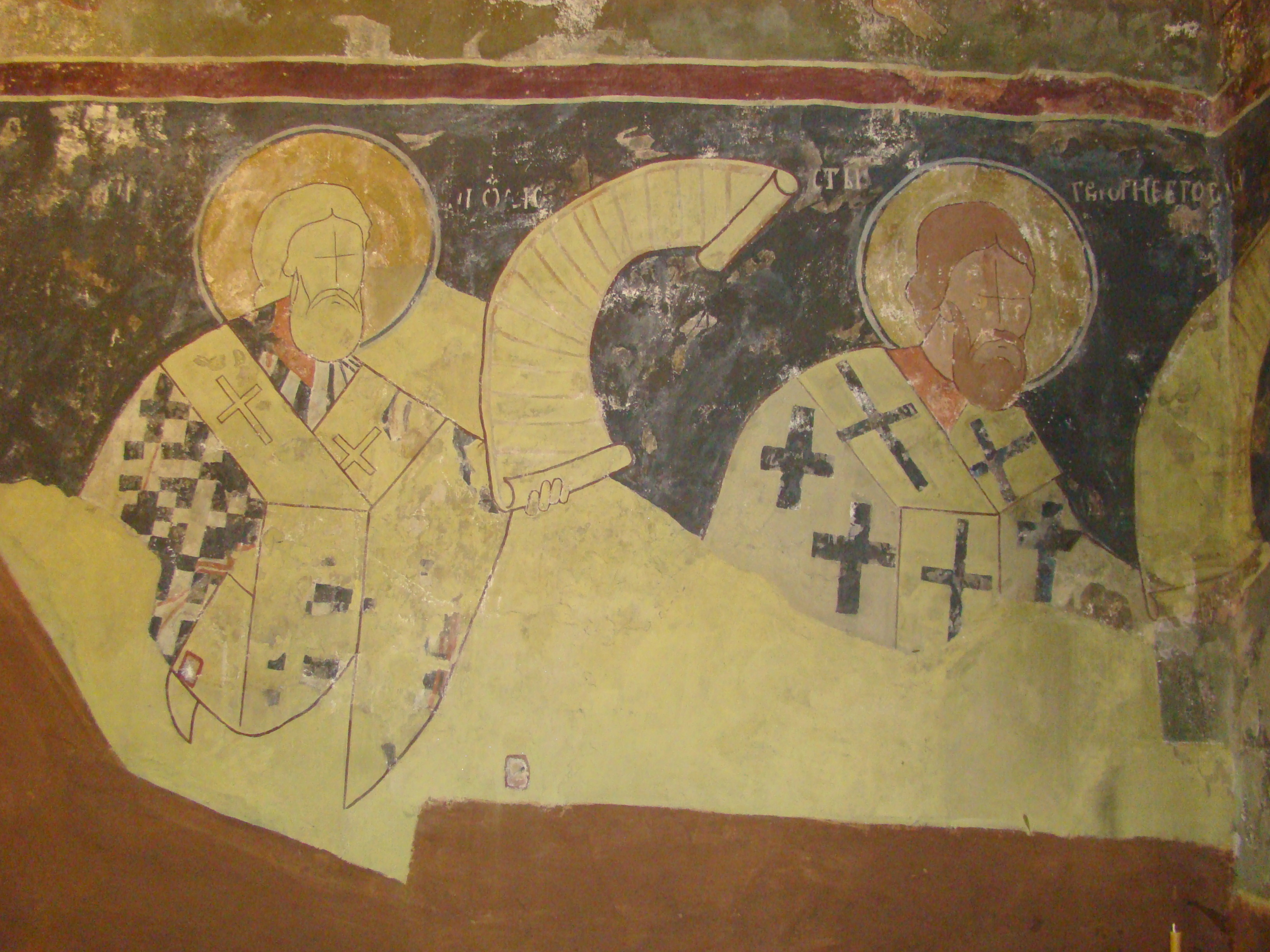
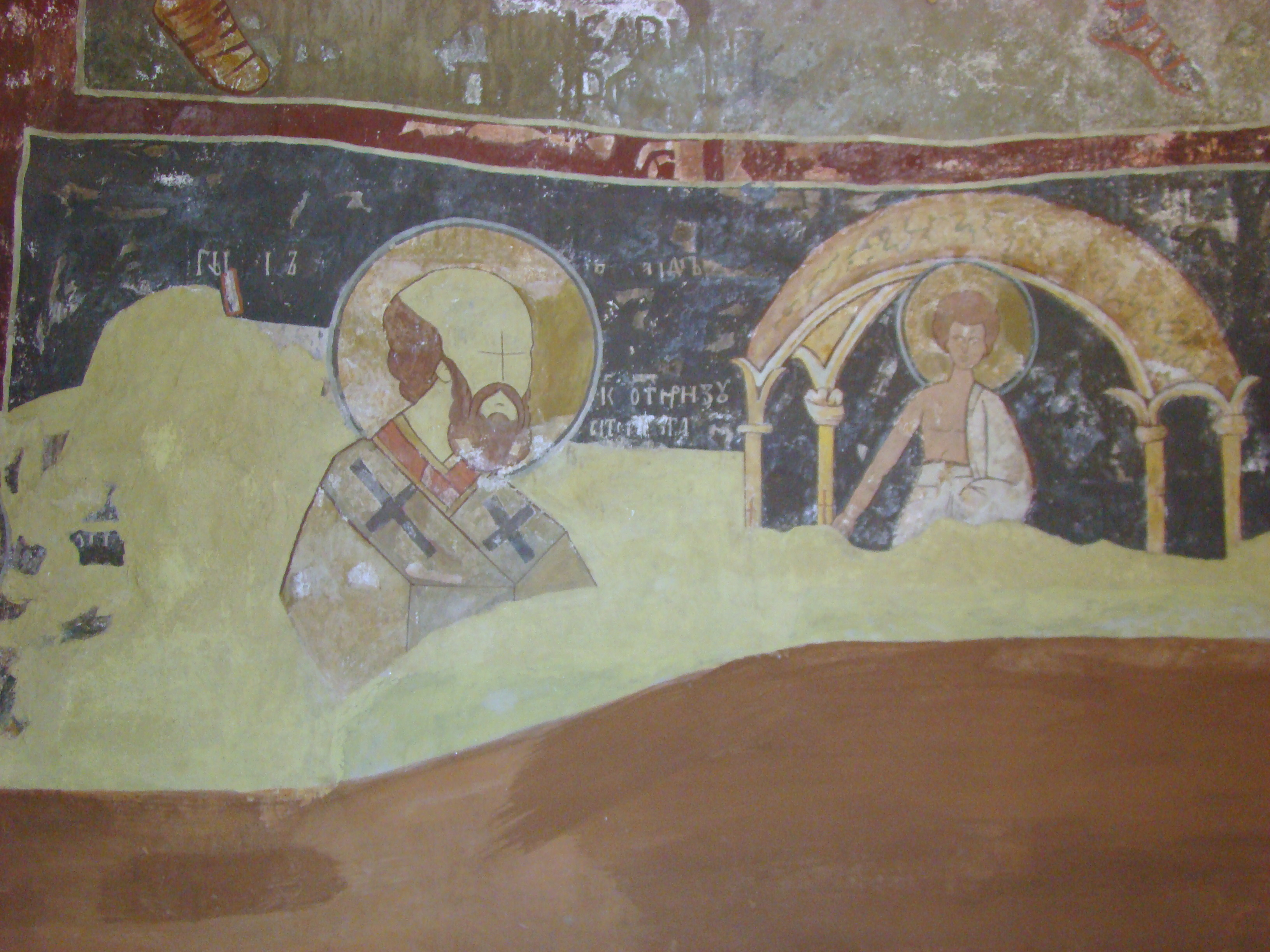
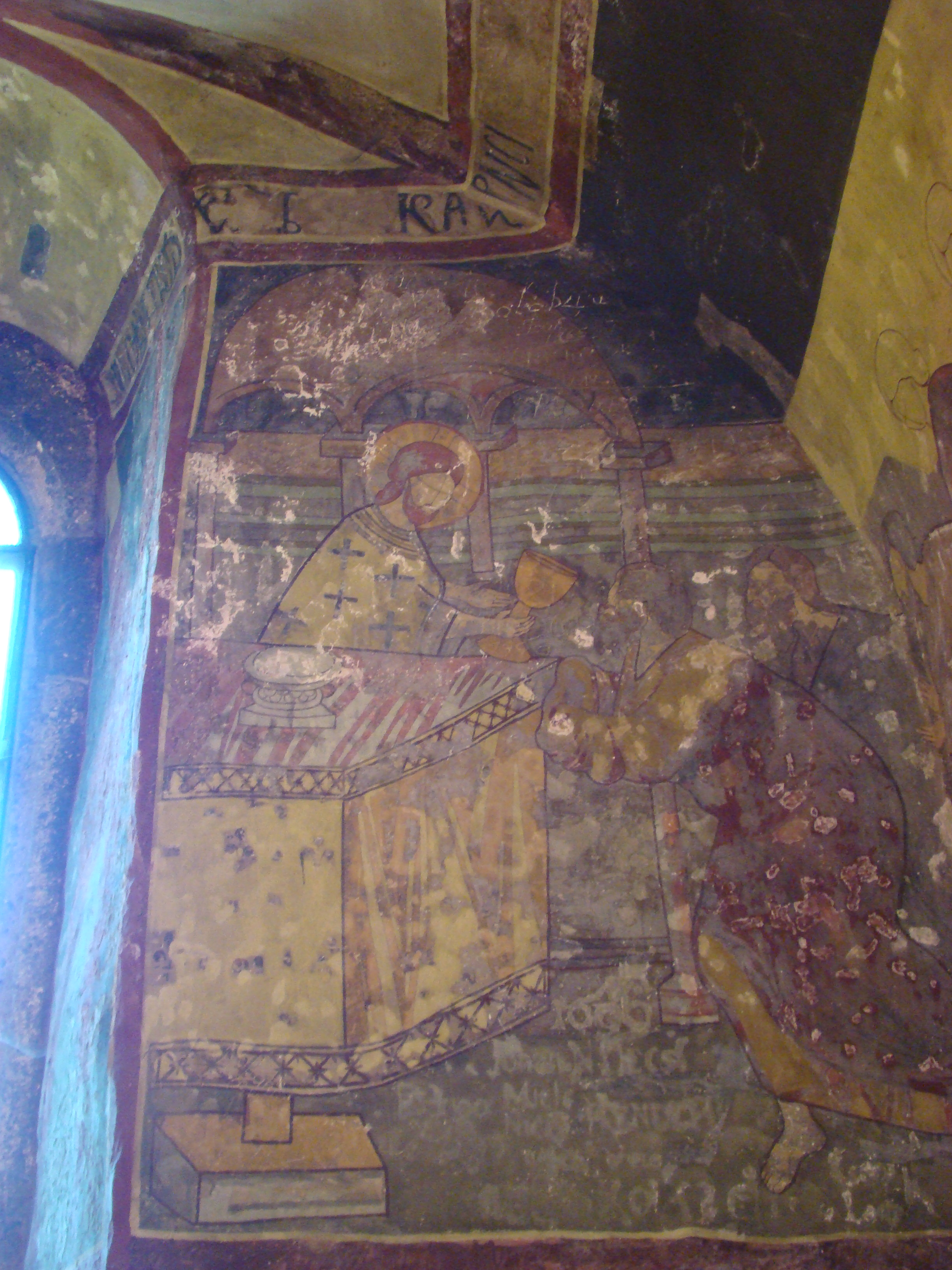
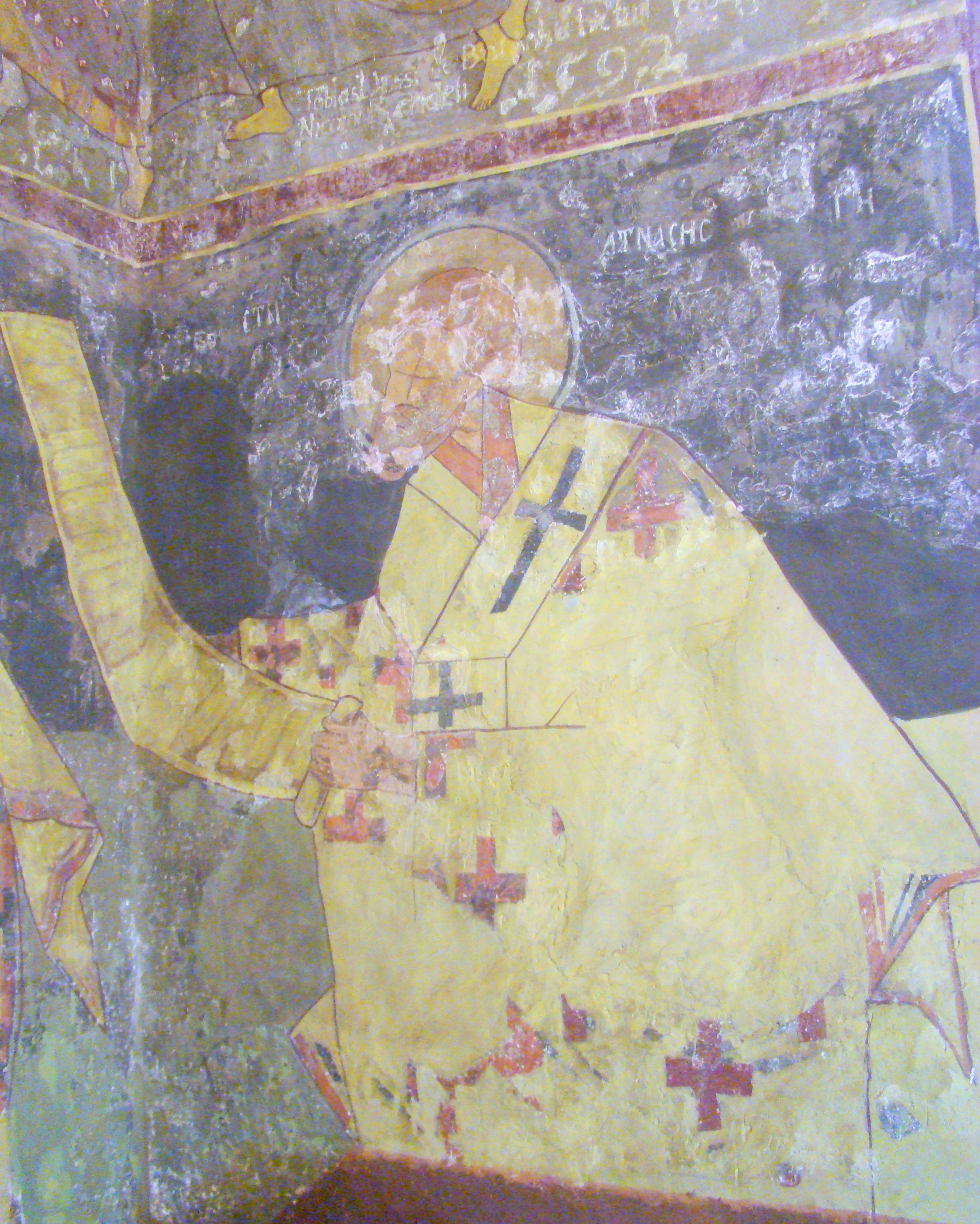
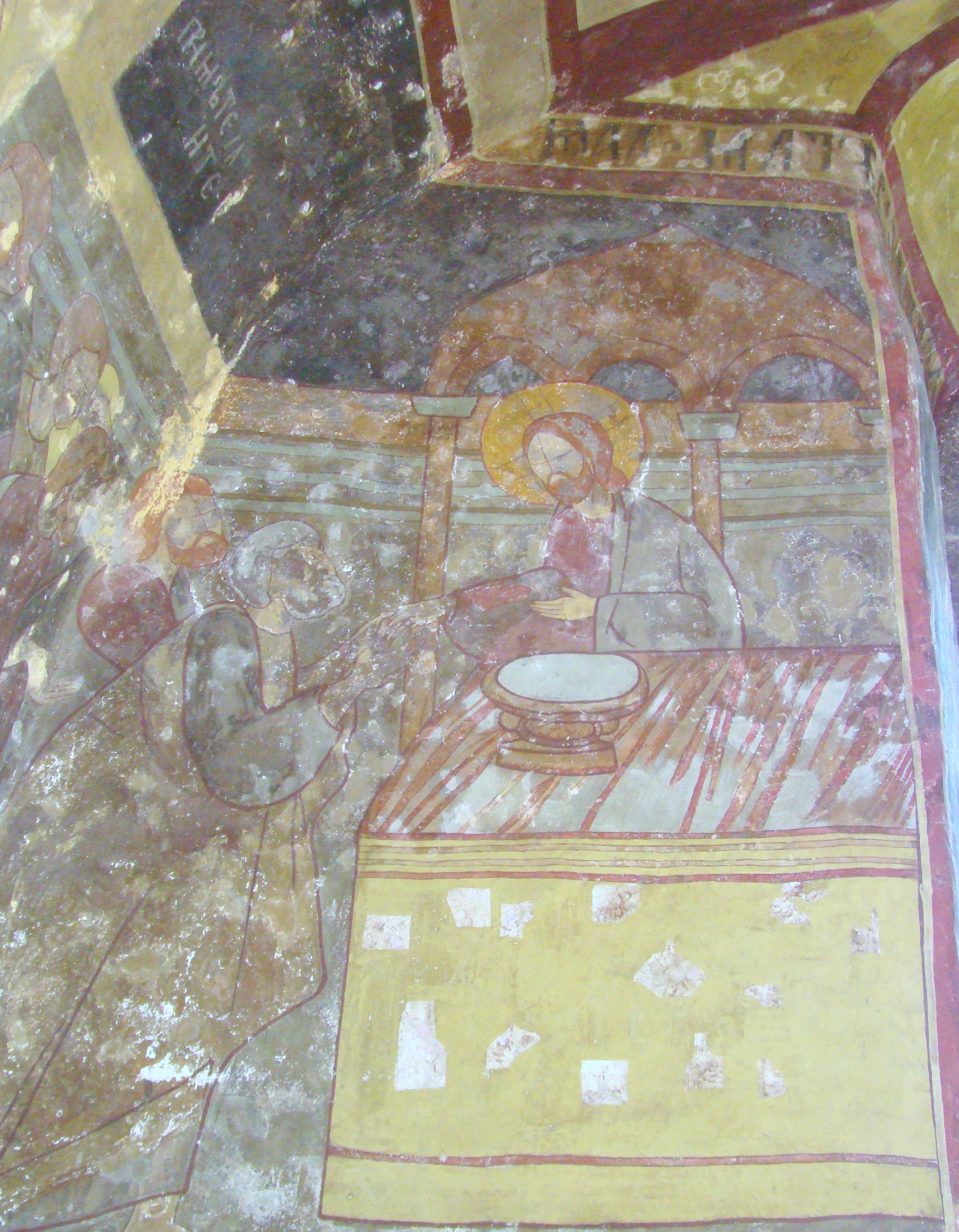
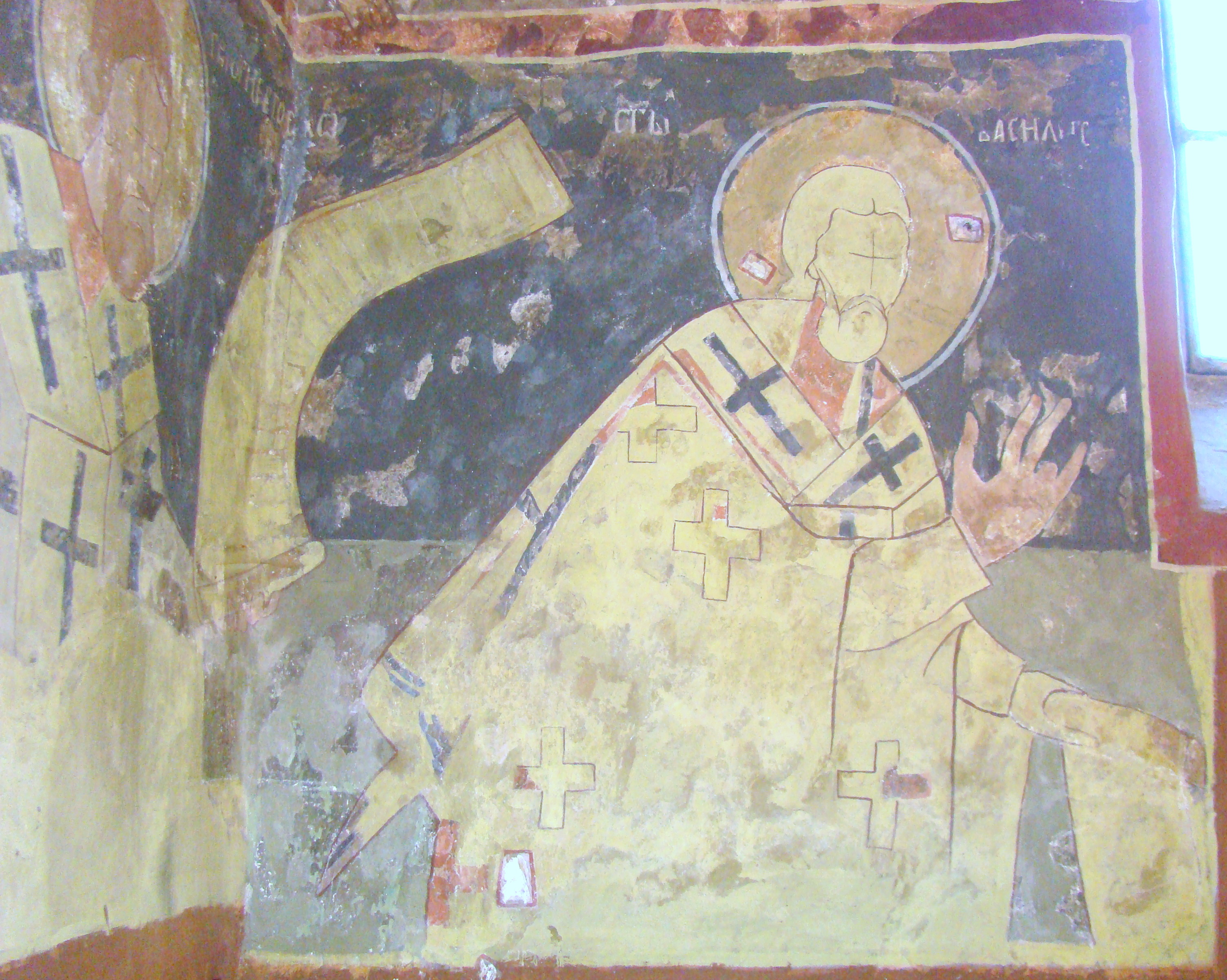
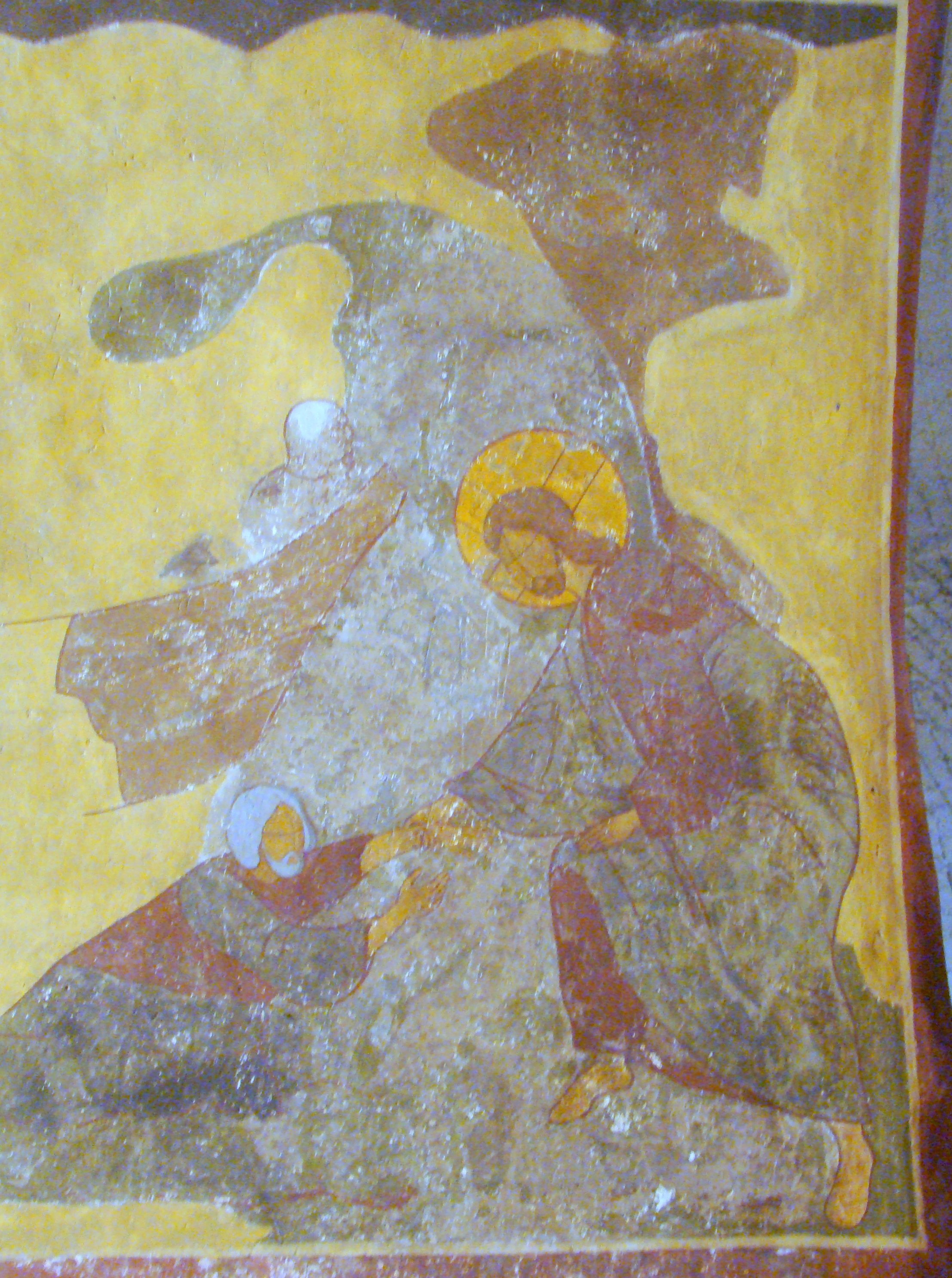
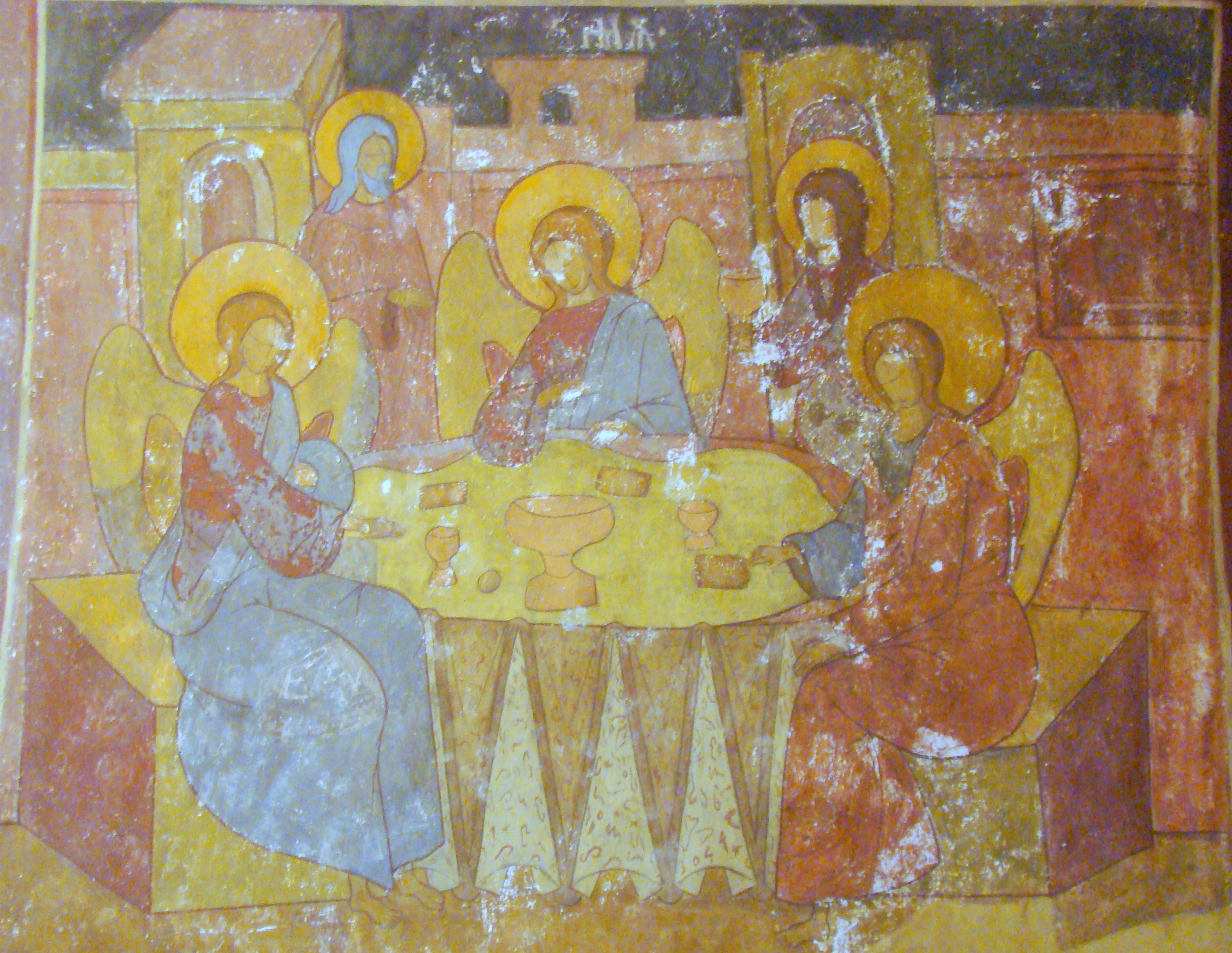
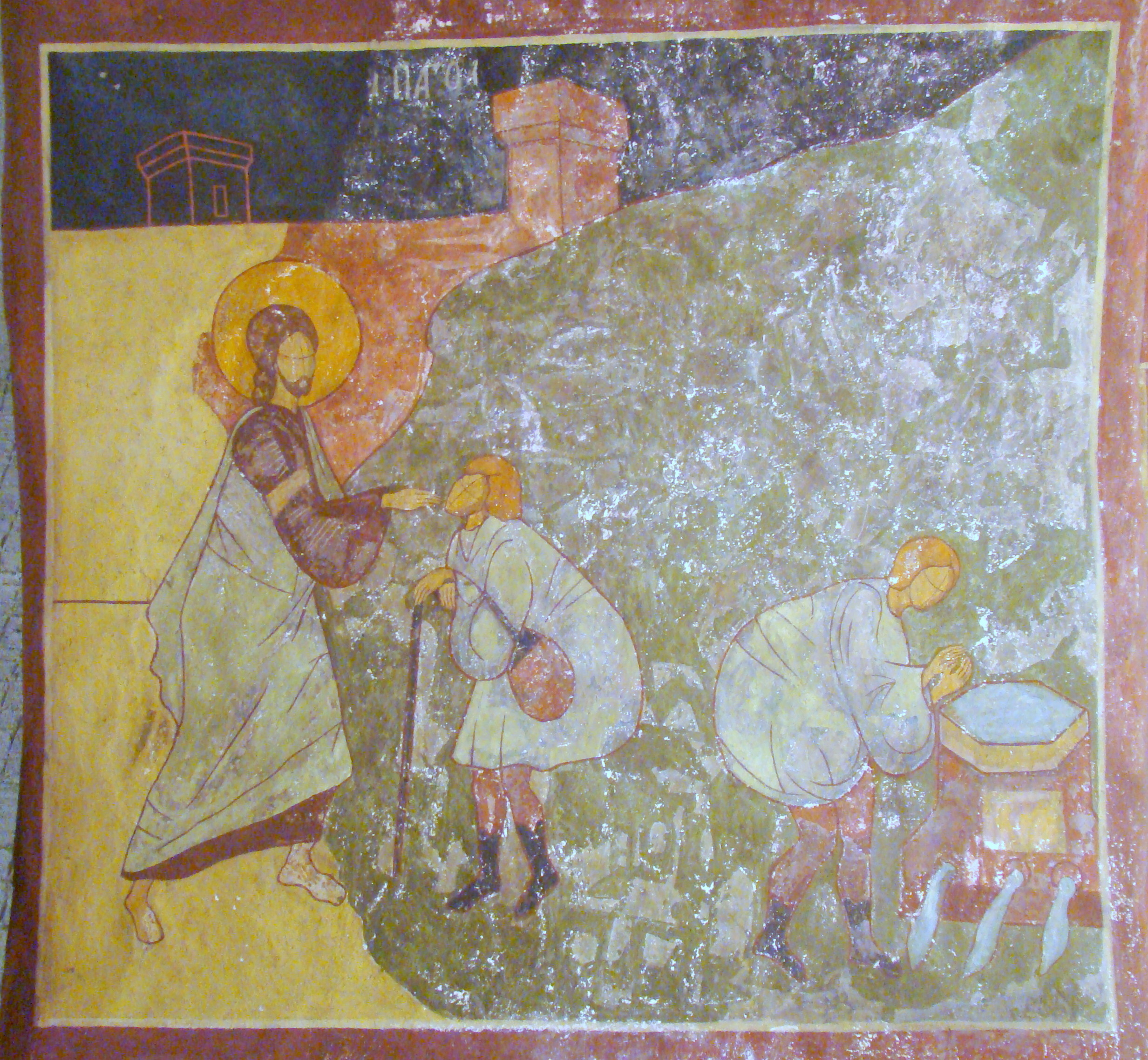
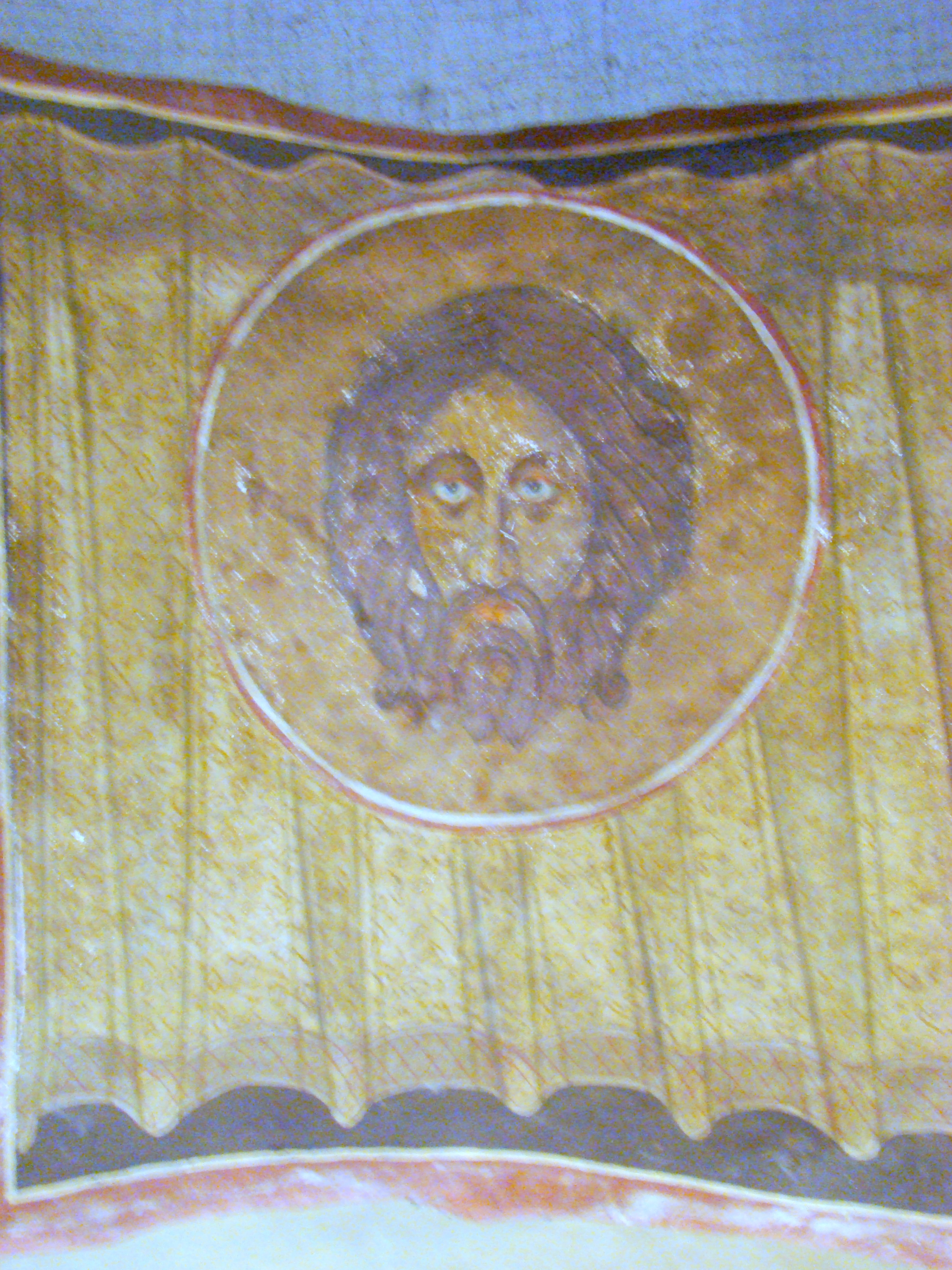
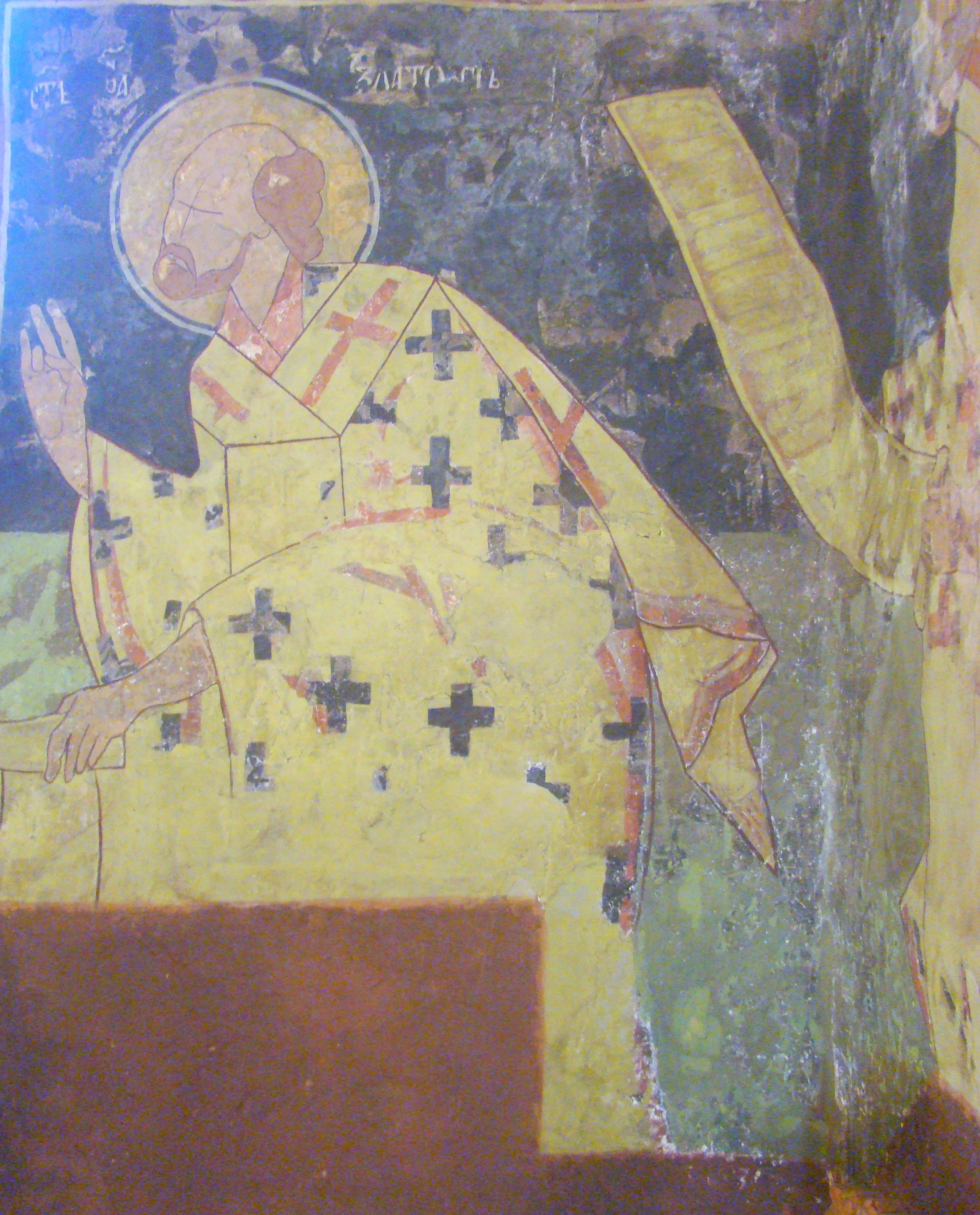